# Willem II in het seizoen 2009/10 (mannen)
Het seizoen 2009-2010 van Willem II was het 55ste seizoen van de Nederlandse betaaldvoetbalclub uit Tilburg sinds de invoering van het betaald voetbal in 1954. De club speelde net als het voorgaande seizoen, toen het op de 12de plaats eindigde, in de Eredivisie.

## Transfers
Willem II heeft te maken met een flink begrotingstekort. Technisch directeur Andries Jonker moest dan al voor het einde van het vorige seizoen aangeven dat Willem II creatief zou moeten zijn. Zelf zou hij dat niet meer doen, want hij vertrok als assistent-trainer van Louis van Gaal naar Bayern München. Hij werd opgevolgd door voormalig Willem II-speler Henri van der Vegt, die daarvoor als technisch directeur bij RKC Waalwijk in dienst was.
De eerste spelers van wie bekend werd dat ze de club zouden verlaten, waren Steef Nieuwendaal en Niels Vorthoren. De contracten van beide spelers liepen af en hoewel de club interesse had om deze te verlengen, besloot het tweetal te vertrekken. De twee middenvelders tekenden evenals derde doelman Bruno Appels contracten bij FC Den Bosch. Ook Rens van Eijden vertrok. Willem II wilde hem graag behouden, maar kon de transfersom voor de PSV-huurling niet opbrengen. N.E.C. handelde slagvaardig en bond Van Eijden wel. Het contract van José Valencia (verhuurd aan FC Eindhoven) werd niet verlengd.

De contracten van Mohamed Messoudi, Oscar Moens, Danny Mathijssen, Angelo Martha, Ibad Muhamadu en Kiki Musampa liepen af. Een vertrek van deze spelers was nog allerminst zeker, maar omdat de financiële situatie Willem II noopte flink te snijden in de salarisposten werden deze contracten uiteindelijk niet verlengd. Ook het contract van Nuelson Wau liep af, maar hij sloot bij de eerste training aan bij de selectie. Hij trainde op amateurbasis mee en wanneer er geld zou vrijkomen, kreeg hij mogelijk een contract aangeboden. Na in een aantal oefenwedstrijden was het geduld van Wau met de club op en hij besloot zelf zijn conditie op peil te houden. Niet veel later tekende hij een driejarig contract bij eerstedivisionist SC Cambuur-Leeuwarden.

Willem II heeft zich versterkt met de Finse doelman Jens Bastiaansen van FC Den Bosch en de bij PSV opgeleide middenvelder Jasper Waalkens. Oud-speler Dennis Schulp begint mee aan de voorbereiding van Willem II. Hij doet dit om zijn conditie op peil te houden en hoopt in die tijd een contract af te dwingen. De beloften Sidney Schmeltz, Junior Livramento en Marlon Pereira Freire werden wegens hun optreden in de voorbereiding definitief bij de eerste selectie gehaald.
In de laatste week dat de transfermarkt open was, wist Willem II zich met behulp van externe financiers zich nog te versterken met drie spelers. Gerson Sheotahul werd voor enkele tonnen overgenomen van FC Volendam, de transfervrije Marciano Bruma tekende nadat zijn contract bij het Engelse Barnsley FC niet werd verlengd en Jan-Arie van der Heijden werd op de laatste gehuurd van Ajax.

In de winterstop werd Stef Nijland voor een half jaar gehuurd van PSV. Deze huurtransfer ketste in de zomer nog op het laatste moment af. Per 4 januari 2010 maakte Nijland deel uit van de selectie van Willem II. Daarnaast huurde Willem II oud-speler Frank van der Struijk van Vitesse en Mitchell Donald van Ajax. Daartegenover stond het vertrek van George Mourad. Per 1 februari werd zijn contract ontbonden, omdat hij weinig aan spelen toekwam dit seizoen. Daardoor kon hij transfervrij op zoek naar een nieuwe club. Ook Leonardo Henrique Veloso leek te vertrekken. Het contract van de Braziliaan zou in juni aflopen, maar omdat het salaris van de vleugelverdediger flink op de begroting drukte, wilde Willem II hem aan het Roemeense Dinamo Boekarest of aan CFR Cluj verkopen. Veloso zelf kwam er in eerste instantie niet uit met die clubs, maar uiteindelijk werd op 16 februari 2010 bekend dat hij voor €100.000 naar CFR Cluj vertrekt.

Op vrijdag 19 februari 2010 werden hoofdtrainer Alfons Groenendijk en zijn assistent Marcel Valk ontslagen. Na 23 speelronden bivakkeerde Willem II op een teleurstellende 17e plaats met vier punten afstand op de nummer 16. Volgens technisch directeur Henry van der Vegt had Willem II er geen vertrouwen meer in dat Groenendijk en Valk het tij nog konden keren. Trainer van het vrouwenelftal Mark Schenning en beloftencoach Edwin Hermans namen de taken waar. De ochtend voor de thuiswedstrijd tegen VVV-Venlo werd Arno Pijpers aangesteld als nieuwe hoofdtrainer. Hij zat die avond meteen op de bank.

### Transferoverzicht

#### Vertrokken
|                    | Naam                     | Wed.     | Doelp.   | Naar?                           |          |
|                    | Verkocht                 | Verkocht | Verkocht | Verkocht                        | Verkocht |
| ------------------ | ------------------------ | -------- | -------- | ------------------------------- | -------- |
| Vlag van Brazilië  | Leonardo Henrique Veloso | 40       | 0        | CFR Cluj (€100.000)             |          |
|                    | Verhuurd                 |          |          |                                 |          |
|                    | Transfervrij vertrokken  |          |          |                                 |          |
| Vlag van Nederland | Steef Nieuwendaal        | 43       | 0        | FC Den Bosch                    |          |
| Vlag van Nederland | Niels Vorthoren          | 32       | 1        | FC Den Bosch                    |          |
| Vlag van Nederland | Angelo Martha            | 3        | 0        | FC Den Bosch                    |          |
| Vlag van België    | Bruno Appels             | 0        | 0        | FC Den Bosch                    |          |
| Vlag van Ecuador   | José Valencia            | 33       | 1        | Wuppertaler SV Borussia         |          |
| Vlag van Nederland | Oscar Moens              | 45       | 0        | Dayton Dutch Lions              |          |
| Vlag van Nederland | Danny Mathijssen         | 138      | 2        | Gestopt.                        |          |
| Vlag van Nederland | Ibad Muhamadu            | 18       | 1        | Dynamo Dresden                  |          |
| Vlag van België    | Mohamed Messoudi         | 73       | 5        | KV Kortrijk                     |          |
| Vlag van Nederland | Kiki Musampa             | 6        | 0        | Gestopt                         |          |
| Vlag van Nederland | Nuelson Wau              | 143      | 1        | SC Cambuur-Leeuwarden           |          |
| Vlag van Nederland | Rens van Eijden          | 25       | 2        | N.E.C., was gehuurd van PSV     |          |
| Vlag van Peru      | Reimond Manco            | 2        | 0        | PSV, was gehuurd                |          |
| Vlag van Zweden    | George Mourad            | 36       | 4        | Tromsø IL (per 1 februari 2010) |          |

#### Aangetrokken
|                    | Naam                     | Vorige club              |                          |                          |                          |
|                    | Transfervrij overgenomen | Transfervrij overgenomen | Transfervrij overgenomen | Transfervrij overgenomen | Transfervrij overgenomen |
| ------------------ | ------------------------ | ------------------------ | ------------------------ | ------------------------ | ------------------------ |
| Vlag van Nederland | Jasper Waalkens          | PSV                      |                          |                          |                          |
| Vlag van Finland   | Niki Mäenpää             | FC Den Bosch             |                          |                          |                          |
| Vlag van Nederland | Marciano Bruma           | Barnsley FC ¹            |                          |                          |                          |
|                    | Gekocht                  |                          |                          |                          |                          |
| Vlag van Nederland | Gerson Sheotahul         | FC Volendam ¹            |                          |                          |                          |
|                    | Gehuurd                  |                          |                          |                          |                          |
| Vlag van Nederland | Jan-Arie van der Heijden | AFC Ajax ¹               |                          |                          |                          |
| Vlag van Nederland | Stefan Nijland           | PSV ¹ ²                  |                          |                          |                          |
| Vlag van Nederland | Frank van der Struijk    | Vitesse ¹ ²              |                          |                          |                          |
| Vlag van Nederland | Mitchell Donald          | AFC Ajax ¹ ²             |                          |                          |                          |

¹ = Mede mogelijk gemaakt door externe financiers.
² = per januari 2010

## Selectie

### Eerste elftal
| Nr. |                                                              | Naam                     | Competitie, dit seizoen | Competitie, dit seizoen | Totaal Competitie Willem II | Totaal Competitie Willem II | Seizoen | Vorige club                            | Competitiedebuut  |         |         |         |         |         |         |         |
| Nr. | W                                                            | Naam                     |                         | W                       |                             |                             | Seizoen | Vorige club                            | Competitiedebuut  |         |         |         |         |         |         |         |
|     |                                                              | Keepers                  | Keepers                 | Keepers                 | Keepers                     | Keepers                     | Keepers | Keepers                                | Keepers           | Keepers | Keepers | Keepers | Keepers | Keepers | Keepers | Keepers |
| --- | ------------------------------------------------------------ | ------------------------ | ----------------------- | ----------------------- | --------------------------- | --------------------------- | ------- | -------------------------------------- | ----------------- | ------- | ------- | ------- | ------- | ------- | ------- | ------- |
| 1   | Vlag van Nederland                                           | Maikel Aerts             | 28                      | 0                       | 89                          | 0                           | 4e      | Feyenoord                              | 3 februari 2007   |         |         |         |         |         |         |         |
| 16  | Vlag van Finland                                             | Niki Mäenpää             | 6                       | 0                       | 6                           | 0                           | 1e      | FC Den Bosch                           | 3 oktober 2009    |         |         |         |         |         |         |         |
| 26  | Vlag van Nederland                                           | Ariën Pietersma          | 0                       | 0                       | 0                           | 0                           | 1e      | Jeugdopl. Willem II / Verhuurd aan RBC | n.n.g.            |         |         |         |         |         |         |         |
|     |                                                              | Verdedigers              |                         |                         |                             |                             |         |                                        |                   |         |         |         |         |         |         |         |
| 2   | Vlag van Nederland                                           | Jens Janse               | 18                      | 0                       | 102                         | 1                           | 5e      | Jeugdopl. PSV                          | 11 januari 2006   |         |         |         |         |         |         |         |
| 3   | Vlag van Nederland                                           | Danny Schenkel           | 20                      | 0                       | 34                          | 0                           | 2e      | Sparta Rotterdam                       | 30 augustus 2008  |         |         |         |         |         |         |         |
| 4   | Vlag van Nederland                                           | Arjan Swinkels           | 23                      | 2                       | 96                          | 6                           | 6e      | Jeugdopl. Willem II                    | 2 maart 2005      |         |         |         |         |         |         |         |
| 5   | Vlag van Brazilië                                            | Leonardo Henrique Veloso | 13                      | 0                       | 40                          | 0                           | 3e      | Atletico Mineiro                       | 30 augustus 2008  |         |         |         |         |         |         |         |
| 12  | Vlag van België                                              | Bart Biemans             | 31                      | 2                       | 42                          | 2                           | 2e      | Jeugdopl. Willem II                    | 7 februari 2009   |         |         |         |         |         |         |         |
| 17  | Vlag van Kaapverdië                                          | Josimar Lima             | 1                       | 0                       | 1                           | 0                           | 1e      | Jeugdopl. Willem II                    | 8 november 2009   |         |         |         |         |         |         |         |
| 21  | Vlag van Nederland                                           | Daan van Dinter          | 4                       | 0                       | 8                           | 0                           | 3e      | Jeugdopl. Willem II                    | 19 januari 2008   |         |         |         |         |         |         |         |
| 25  | Vlag van Nederland                                           | Marciano Bruma           | 18                      | 0                       | 18                          | 0                           | 1e      | Barnsley FC                            | 26 september 2009 |         |         |         |         |         |         |         |
| 30  | Vlag van Nederland                                           | Bas van Loon             | 3                       | 0                       | 3                           | 0                           | 1e      | Jeugdopl. Willem II                    | 29 augustus 2009  |         |         |         |         |         |         |         |
| 31  | Vlag van Nederland                                           | Frank van der Struijk    | 11                      | 0                       | 120                         | 5                           | 6e      | Vitesse                                | 22 november 2003  |         |         |         |         |         |         |         |
|     |                                                              | Middenvelders            |                         |                         |                             |                             |         |                                        |                   |         |         |         |         |         |         |         |
| 6   | Vlag van Duitsland                                           | Mehmet Akgün             | 4                       | 0                       | 31                          | 3                           | 3e      | Borussia Dortmund                      | 8 maart 2008      |         |         |         |         |         |         |         |
| 7   | Vlag van Nederlandse Antillen (1986-2010)                    | Boy Deul                 | 3                       | 0                       | 11                          | 0                           | 2e      | FC Volendam                            | 30 augustus 2008  |         |         |         |         |         |         |         |
| 8   | Vlag van België                                              | Christophe Grégoire      | 20                      | 5                       | 45                          | 5                           | 3e      | AA Gent                                | januari 2008      |         |         |         |         |         |         |         |
| 10  | Vlag van Nederland                                           | Saïd Boutahar            | 32                      | 6                       | 104                         | 16                          | 4e      | N.E.C.                                 | 14 januari 2007   |         |         |         |         |         |         |         |
| 18  | Vlag van Nederland                                           | Paul Quasten             | 0                       | 0                       | 12                          | 1                           | 2e      | FC Volendam                            | 14 september 2008 |         |         |         |         |         |         |         |
| 20  | Vlag van Nederland                                           | Jasper Waalkens          | 10                      | 0                       | 10                          | 0                           | 1e      | Jeugdopleiding PSV                     | 9 augustus 2009   |         |         |         |         |         |         |         |
| 22  | Vlag van Sierra Leone                                        | Ibrahim Kargbo           | 22                      | 0                       | 113                         | 3                           | 4e      | FC Brussels                            | 19 augustus 2006  |         |         |         |         |         |         |         |
| 23  | Vlag van Nederland                                           | Mitchell Donald          | 14                      | 1                       | 14                          | 1                           | 1e      | AFC Ajax (gehuurd)                     | 5 februari 2010   |         |         |         |         |         |         |         |
| 24  | Vlag van Nederland                                           | Jan-Arie van der Heijden | 26                      | 1                       | 26                          | 1                           | 1e      | AFC Ajax (gehuurd)                     | 13 september 2009 |         |         |         |         |         |         |         |
| 27  | Vlag van Nederland · Vlag van Portugal · Vlag van Kaapverdië | Junior Livramento        | 14                      | 0                       | 14                          | 0                           | 1e      | Jeugdopl. Willem II                    | 1 augustus 2009   |         |         |         |         |         |         |         |
| 28  | Vlag van Nederland · Vlag van Kaapverdië                     | Marlon Pereira Freire    | 20                      | 1                       | 20                          | 1                           | 1e      | Jeugdopl. Willem II                    | 1 augustus 2009   |         |         |         |         |         |         |         |
|     |                                                              | Aanvallers               |                         |                         |                             |                             |         |                                        |                   |         |         |         |         |         |         |         |
| 9   | Vlag van Nederland                                           | Frank Demouge            | 30                      | 7                       | 84                          | 29                          | 3e      | FC Den Bosch                           | 6 oktober 2007    |         |         |         |         |         |         |         |
| 11  | Vlag van Zweden                                              | George Mourad            | 4                       | 0                       | 36                          | 4                           | 3e      | IFK Göteborg                           | 12 januari 2008   |         |         |         |         |         |         |         |
| 14  | Vlag van Nederland                                           | Sergio Zijler            | 31                      | 4                       | 66                          | 6                           | 3e      | FC Twente                              | 12 januari 2008   |         |         |         |         |         |         |         |
| 15  | Vlag van Nederland                                           | Ronnie Reniers           | 11                      | 0                       | 19                          | 0                           | 4e      | Jeugdopl. Willem II                    | 29 april 2007     |         |         |         |         |         |         |         |
| 19  | Vlag van Nederlandse Antillen (1986-2010)                    | Gerson Sheotahul         | 23                      | 2                       | 23                          | 2                           | 1e      | FC Volendam                            | 22 augustus 2009  |         |         |         |         |         |         |         |
| 23  | Vlag van Nederland                                           | Sidney Schmeltz          | 1                       | 0                       | 5                           | 0                           | 2e      | Jeugdopl. Willem II                    | 19 april 2009     |         |         |         |         |         |         |         |
| 29  | Vlag van Nederland                                           | Stefan Nijland           | 16                      | 4                       | 16                          | 4                           | 1e      | PSV (gehuurd)                          | 23 januari 2010   |         |         |         |         |         |         |         |

### Jong Willem II
| Positie | Speler               |
| ------- | -------------------- |
| DM      | Wim Kustermans       |
| V       | Bas van Loon         |
| V       | Bas van Stokkom      |
| V       | Stefan Wiegerink     |
| V       | Tom Sanders          |
| V       | Virgil van Dijk      |
| M       | Thijs van den Berg   |
| M       | Faysal Bouchkachakhe |

| Positie | Speler              |
| ------- | ------------------- |
| M       | Ayden Kuijpers      |
| M       | Ricardo Ippel       |
| M       | Wojciech Łuczak     |
| M       | Ruben Tilburgs      |
| A       | Ratko Vansimpsen    |
| A       | Thomas Verhaar      |
| A       | Jelle van Kruijssen |
| A       | Rangelo Janga       |

## Staf
|                    | Naam                | Functie                                             |
| ------------------ | ------------------- | --------------------------------------------------- |
| Vlag van Nederland | openstaand          | Voorzitter                                          |
| Vlag van Nederland | Frank Molkenboer    | Algemeen directeur                                  |
| Vlag van Nederland | Henri van der Vegt  | Technisch directeur                                 |
| Vlag van Nederland | Alfons Groenendijk  | Hoofdtrainer (per 19 Februari 2010 ontslagen)       |
| Vlag van Nederland | Mark Schenning      | Hoofdtrainer ad-interim (per 19 Februari 2010)      |
| Vlag van Nederland | Arno Pijpers        | Hoofdtrainer (per april 2010 opgestapt)             |
| Vlag van Nederland | Theo de Jong        | Hoofdtrainer (per april 2010, ad-interim)           |
| Vlag van Nederland | Marcel Valk         | Assistent-trainer (per 19 Februari 2010 ontslagen)  |
| Vlag van Nederland | Edwin Hermans       | Assistent-trainer ad-interim (per 19 Februari 2010) |
| Vlag van Nederland | John Feskens        | Assistent-trainer (per 26 april 2010)               |
| Vlag van Nederland | Frank Brugel        | Teammanager / keeperstrainer                        |
| Vlag van Nederland | Jan Vioen           | Clubarts                                            |
| Vlag van Nederland | Henri van Amelsfort | Verzorger / krachttrainer                           |
| Vlag van Nederland | Raymond de Jong     | Fysiotherapeut                                      |
| Vlag van Nederland | Mari van Iersel     | Materiaalman                                        |
| Vlag van Nederland | Edwin Hermans       | Trainer/coach Jong Willem II                        |
| Vlag van Nederland | Mark Schenning      | trainer vrouwen/ assistent Jong Willem II           |

## Wedstrijden

### Oefenwedstrijden

#### Voorbereiding
| 27 juni 2009, 19u00                                                        | Tilburgse Selectie                              | 2-6 (1-2) | Willem II | Opstelling Tilburgse Selectie | Opstelling Willem II |  |
| Stadion: Complex LONGA, Tilburg Toeschouwers: 1.500 Scheidsrechter: Govers | '4/pen Nicky de Beer 1-0 '85 Thomas Donders 2-5 |           | 1-1 Sidney Schmeltz '10 1-2 Sergio Zijler '43 1-3 Ronnie Reniers '49 1-4 Jasper Waalkens '51 1-5 George Mourad '54 2-6 George Mourad '90 | Doel: Van Gisteren (LONGA), A. van Dongen(JPS), Verdediging: Appeljan, Van Meersbergen (ZIGO), Robben (SvSSS), Sterrenburg (LONGA), Van de Kaay (Sc ’t Zand), W. van Dongen (JPS), Ikan (Willem II Amateurs), Middenveld: Kaastra, Keller (TSVV Merlijn), Smulders (SvSSS), Van Meel (Were Di), De Brouwer, De Beer (NOAD), Bosch (Sc ’t Zand), Van Engelen (RKTVV), Wissink (LONGA), Van Hal (Sc ’t Zand), Azouag (WSJ), Aanval: Weerman (RKTVV), Mordecai (SvSSS), Delfina (Sc 't Zand), Donders (Were Di). | Aerts (Pietersma/46), Wau (Janse/46), Lima (Van Dinter/46), Biemans (Grégoire/46), Veloso (Livramento/46), Kargbo (Waalkens/46), Krenn (Pereira/41), Boutahar (Schulp/46), Zijler (Schmeltz/69), Demouge (Mourad/46), Schmeltz (Reniers/46) |  |
| Stadion: Complex LONGA, Tilburg Toeschouwers: 1.500 Scheidsrechter: Govers |                                                 |           | | Doel: Van Gisteren (LONGA), A. van Dongen(JPS), Verdediging: Appeljan, Van Meersbergen (ZIGO), Robben (SvSSS), Sterrenburg (LONGA), Van de Kaay (Sc ’t Zand), W. van Dongen (JPS), Ikan (Willem II Amateurs), Middenveld: Kaastra, Keller (TSVV Merlijn), Smulders (SvSSS), Van Meel (Were Di), De Brouwer, De Beer (NOAD), Bosch (Sc ’t Zand), Van Engelen (RKTVV), Wissink (LONGA), Van Hal (Sc ’t Zand), Azouag (WSJ), Aanval: Weerman (RKTVV), Mordecai (SvSSS), Delfina (Sc 't Zand), Donders (Were Di). | Aerts (Pietersma/46), Wau (Janse/46), Lima (Van Dinter/46), Biemans (Grégoire/46), Veloso (Livramento/46), Kargbo (Waalkens/46), Krenn (Pereira/41), Boutahar (Schulp/46), Zijler (Schmeltz/69), Demouge (Mourad/46), Schmeltz (Reniers/46) |  |
| Stadion: Complex LONGA, Tilburg Toeschouwers: 1.500 Scheidsrechter: Govers |                                                 |           | | Doel: Van Gisteren (LONGA), A. van Dongen(JPS), Verdediging: Appeljan, Van Meersbergen (ZIGO), Robben (SvSSS), Sterrenburg (LONGA), Van de Kaay (Sc ’t Zand), W. van Dongen (JPS), Ikan (Willem II Amateurs), Middenveld: Kaastra, Keller (TSVV Merlijn), Smulders (SvSSS), Van Meel (Were Di), De Brouwer, De Beer (NOAD), Bosch (Sc ’t Zand), Van Engelen (RKTVV), Wissink (LONGA), Van Hal (Sc ’t Zand), Azouag (WSJ), Aanval: Weerman (RKTVV), Mordecai (SvSSS), Delfina (Sc 't Zand), Donders (Were Di). | Aerts (Pietersma/46), Wau (Janse/46), Lima (Van Dinter/46), Biemans (Grégoire/46), Veloso (Livramento/46), Kargbo (Waalkens/46), Krenn (Pereira/41), Boutahar (Schulp/46), Zijler (Schmeltz/69), Demouge (Mourad/46), Schmeltz (Reniers/46) |  |
|                                                                            |                                                 |           | | | |  |

| 8 juli 2009, 19u00                                             | Willem II            | 1-4 (1-1) | Ajax Cape Town                                                                            | Opstelling Willem II | Opstelling Ajax Cape Town                                          |  |
| Stadion: Complex Amateurtak Willem II, Tilburg Scheidsrechter: | '4 Frank Demouge 1-0 |           | 1-1 Brett Evans '23 1-2 Granwald Scott '59 1-3 Sifiso Vilakazi '75 1-4 Cole Alexander '90 | Aerts, Janse (Van Dinter/79), Schenkel (Biemans/46), Swinkels, Veloso (Livramento/60), Waalkens (Pereira/46), Kargbo (Lima/79), Schulp, Zijler (Reniers/46), Demouge (Mourad/46), Schmeltz | Vonk, Alexander, Vilakazi, Evans, Scott, Selolwane, Cale, Mohammed |  |
| Stadion: Complex Amateurtak Willem II, Tilburg Scheidsrechter: |                      |           |                                                                                           | Aerts, Janse (Van Dinter/79), Schenkel (Biemans/46), Swinkels, Veloso (Livramento/60), Waalkens (Pereira/46), Kargbo (Lima/79), Schulp, Zijler (Reniers/46), Demouge (Mourad/46), Schmeltz | Vonk, Alexander, Vilakazi, Evans, Scott, Selolwane, Cale, Mohammed |  |
| Stadion: Complex Amateurtak Willem II, Tilburg Scheidsrechter: |                      |           |                                                                                           | Aerts, Janse (Van Dinter/79), Schenkel (Biemans/46), Swinkels, Veloso (Livramento/60), Waalkens (Pereira/46), Kargbo (Lima/79), Schulp, Zijler (Reniers/46), Demouge (Mourad/46), Schmeltz | Vonk, Alexander, Vilakazi, Evans, Scott, Selolwane, Cale, Mohammed |  |
|                                                                |                      |           |                                                                                           | |                                                                    |  |

| 11 juli 2009, 19u00                        | Go Ahead Eagles | 0-0 | Willem II | Opstelling Go Ahead Eagles | Opstelling Willem II |  |
| Stadion: Terwolde Scheidsrechter: Kamphuis |                 |     |           | Pasveer, Droste, Bus (Maruanaya/59), Parnela, Vosselman, Van Leeuwen (Bosz/46), Kieftenbeld, Arkivuo (Michiels/75), Gerritsen (Kobussen/75), Van der Biezen (Post/56), Çolak (Reimerink/59) | Aerts, Janse (Schmeltz/46, Waalkens/62), Schenkel (Veloso/59), Swinkels, Biemans, Kargbo , Boutahar, Grégoire, Zijler, Demouge, Reniers (Wau/46) |  |
| Stadion: Terwolde Scheidsrechter: Kamphuis |                 |     |           | Pasveer, Droste, Bus (Maruanaya/59), Parnela, Vosselman, Van Leeuwen (Bosz/46), Kieftenbeld, Arkivuo (Michiels/75), Gerritsen (Kobussen/75), Van der Biezen (Post/56), Çolak (Reimerink/59) | Aerts, Janse (Schmeltz/46, Waalkens/62), Schenkel (Veloso/59), Swinkels, Biemans, Kargbo , Boutahar, Grégoire, Zijler, Demouge, Reniers (Wau/46) |  |
| Stadion: Terwolde Scheidsrechter: Kamphuis |                 |     |           | Pasveer, Droste, Bus (Maruanaya/59), Parnela, Vosselman, Van Leeuwen (Bosz/46), Kieftenbeld, Arkivuo (Michiels/75), Gerritsen (Kobussen/75), Van der Biezen (Post/56), Çolak (Reimerink/59) | Aerts, Janse (Schmeltz/46, Waalkens/62), Schenkel (Veloso/59), Swinkels, Biemans, Kargbo , Boutahar, Grégoire, Zijler, Demouge, Reniers (Wau/46) |  |
|                                            |                 |     |           | | |  |

| 11 juli 2009, 14u15 (2× 35 min.)                                                                | Willem II | 5-2 (2-2) | Brabants Dagblad Klasbakkenteam                | Opstelling Willem II | Opstelling Brabants Dagblad Klasbakkenteam |  |
| Stadion: Koning Willem II Stadion, Tilburg Toeschouwers: 6.000 Scheidsrechter: Bernhard Elissen | '27 Jasper Waalkens 1-2 '33 Ronnie Reniers 2-2 '42 Bart Biemans 3-2 '52 Sergio Zijler 4-2 '67 Sidney Schmeltz 5-2 |           | 0-1 Bas Smulders '20 0-2 Elroy Boonstoppel '25 | Pietersma, Wau (Janse/52), Lima (Biemans/36), Van Dinter (Swinkels/36), Livramento (Schenkel/60), Pereira (Kargbo/36), Veloso (Schulp/36), Grégoire (Zijler/36), Waalkens (Boutahar/52), Reniers (Schmeltz/36), Vansimpsen (Demouge/36) | Rustemovic (Tinus/36), Blom (Van Schaik/36), Jongste (Soethout/36), Binnerts (Moerenhout/36), Snels (Hooijmans/36), Smulders (Van der Wijst/36, Adams/64), Bouchlal (Özer/36), Thenu (Brocks/36), Adams (Biyadat/36), Wassenberg (Zimmerman/36), Scholten (Van der Sanden/36) |  |
| Stadion: Koning Willem II Stadion, Tilburg Toeschouwers: 6.000 Scheidsrechter: Bernhard Elissen | |           |                                                | Pietersma, Wau (Janse/52), Lima (Biemans/36), Van Dinter (Swinkels/36), Livramento (Schenkel/60), Pereira (Kargbo/36), Veloso (Schulp/36), Grégoire (Zijler/36), Waalkens (Boutahar/52), Reniers (Schmeltz/36), Vansimpsen (Demouge/36) | Rustemovic (Tinus/36), Blom (Van Schaik/36), Jongste (Soethout/36), Binnerts (Moerenhout/36), Snels (Hooijmans/36), Smulders (Van der Wijst/36, Adams/64), Bouchlal (Özer/36), Thenu (Brocks/36), Adams (Biyadat/36), Wassenberg (Zimmerman/36), Scholten (Van der Sanden/36) |  |
| Stadion: Koning Willem II Stadion, Tilburg Toeschouwers: 6.000 Scheidsrechter: Bernhard Elissen | |           |                                                | Pietersma, Wau (Janse/52), Lima (Biemans/36), Van Dinter (Swinkels/36), Livramento (Schenkel/60), Pereira (Kargbo/36), Veloso (Schulp/36), Grégoire (Zijler/36), Waalkens (Boutahar/52), Reniers (Schmeltz/36), Vansimpsen (Demouge/36) | Rustemovic (Tinus/36), Blom (Van Schaik/36), Jongste (Soethout/36), Binnerts (Moerenhout/36), Snels (Hooijmans/36), Smulders (Van der Wijst/36, Adams/64), Bouchlal (Özer/36), Thenu (Brocks/36), Adams (Biyadat/36), Wassenberg (Zimmerman/36), Scholten (Van der Sanden/36) |  |
|                                                                                                 | |           |                                                | | |  |

| 15 juli 2009, 19u00                                                                    | KV Mechelen                                           | 2-0 (1-0) | Willem II | Opstelling KV Mechelen | Opstelling Willem II |  |
| Stadion: Veoliastadion Achter de Kazerne, Mechelen Toeschouwers: 4.000 Scheidsrechter: | '45 Giuseppe Rossini 1-0 '82 Tidiam Baba Kourouma 2-0 |           |           | Renard, Ivens, Van Hoevelen (Moro/63), Persoons (Kourouma/77), Chen, Iddi (Salim/46), Nong, Gorius (Iddi/63), Destorme (Van Dessel/63), Rossini (Dunković/77), Ghomsi (Vrancken/63) | Aerts, Wau , Schenkel (Lima/70), Swinkels, Livramento, Biemans, Pereira, Boutahar (Waalkens/60), Schmeltz (Schulp/60), Demouge (Reniers/35), Zijler (Vansimspen/81) |  |
| Stadion: Veoliastadion Achter de Kazerne, Mechelen Toeschouwers: 4.000 Scheidsrechter: |                                                       |           |           | Renard, Ivens, Van Hoevelen (Moro/63), Persoons (Kourouma/77), Chen, Iddi (Salim/46), Nong, Gorius (Iddi/63), Destorme (Van Dessel/63), Rossini (Dunković/77), Ghomsi (Vrancken/63) | Aerts, Wau , Schenkel (Lima/70), Swinkels, Livramento, Biemans, Pereira, Boutahar (Waalkens/60), Schmeltz (Schulp/60), Demouge (Reniers/35), Zijler (Vansimspen/81) |  |
| Stadion: Veoliastadion Achter de Kazerne, Mechelen Toeschouwers: 4.000 Scheidsrechter: |                                                       |           |           | Renard, Ivens, Van Hoevelen (Moro/63), Persoons (Kourouma/77), Chen, Iddi (Salim/46), Nong, Gorius (Iddi/63), Destorme (Van Dessel/63), Rossini (Dunković/77), Ghomsi (Vrancken/63) | Aerts, Wau , Schenkel (Lima/70), Swinkels, Livramento, Biemans, Pereira, Boutahar (Waalkens/60), Schmeltz (Schulp/60), Demouge (Reniers/35), Zijler (Vansimspen/81) |  |
|                                                                                        |                                                       |           |           | | |  |

| 19 juli 2009, 18u00                                                                       | Willem II | 0-2 (0-1) | PAOK Saloniki                                       | Opstelling Willem II | Opstelling PAOK Saloniki |  |
| Stadion: Koning Willem II Stadion, Tilburg Toeschouwers: 2.500 Scheidsrechter: Ed Janssen |           |           | 0-1 Zlatan Muslimović '33 0-2 Ilias Anastasakos '90 | Aerts, Wau (Janse/61), Biemans, Swinkels, Veloso, Kargbo (Waalkens/46), Pereira, Boutahar (Schulp/71, Vansimpsen/82), Zijler (Schmeltz/61), Mourad, Grégoire | Chalkias, Pablo García, Filomeno (Koutsianikoulis/68), Cirillo (Verón/88), Contreras, Sorlin (Malezas/88), Conceição, Lino (Arabatzis/46), Fotakis (Anastasakos/82), Muslimović (Abubakari/82), Bizera |  |
| Stadion: Koning Willem II Stadion, Tilburg Toeschouwers: 2.500 Scheidsrechter: Ed Janssen |           |           |                                                     | Aerts, Wau (Janse/61), Biemans, Swinkels, Veloso, Kargbo (Waalkens/46), Pereira, Boutahar (Schulp/71, Vansimpsen/82), Zijler (Schmeltz/61), Mourad, Grégoire | Chalkias, Pablo García, Filomeno (Koutsianikoulis/68), Cirillo (Verón/88), Contreras, Sorlin (Malezas/88), Conceição, Lino (Arabatzis/46), Fotakis (Anastasakos/82), Muslimović (Abubakari/82), Bizera |  |
| Stadion: Koning Willem II Stadion, Tilburg Toeschouwers: 2.500 Scheidsrechter: Ed Janssen |           |           |                                                     | Aerts, Wau (Janse/61), Biemans, Swinkels, Veloso, Kargbo (Waalkens/46), Pereira, Boutahar (Schulp/71, Vansimpsen/82), Zijler (Schmeltz/61), Mourad, Grégoire | Chalkias, Pablo García, Filomeno (Koutsianikoulis/68), Cirillo (Verón/88), Contreras, Sorlin (Malezas/88), Conceição, Lino (Arabatzis/46), Fotakis (Anastasakos/82), Muslimović (Abubakari/82), Bizera |  |
|                                                                                           |           |           |                                                     | | |  |

| 23 juli 2009, 17u30 | FC Volendam                    | 0-0 | Willem II                     | Opstelling FC Volendam | Opstelling Willem II |  |
| Stadion: Maritiem Toernooi, Den Helder Toeschouwers: 1.250 Scheidsrechter: Roelof Luinge Willem II wint na strafschoppen (6-7) | De Lange mist strafschop ('35) |     | Demouge mist strafschop ('67) | Zwarthoed, Maynard, Boots (Artz), Schilder, Sterk, De Lange, De Wit (Yildiz), Sheotahul, Kramer (Platje), Tuyp (Molenaar), Sluijter | Mäenpää, Janse, Biemans, Swinkels (Lima/58), Livramento, Kargbo, Boutahar, Waalkens (Pereira/64), Schmeltz, Demouge, Grégoire |  |
| Stadion: Maritiem Toernooi, Den Helder Toeschouwers: 1.250 Scheidsrechter: Roelof Luinge Willem II wint na strafschoppen (6-7) |                                |     |                               | Zwarthoed, Maynard, Boots (Artz), Schilder, Sterk, De Lange, De Wit (Yildiz), Sheotahul, Kramer (Platje), Tuyp (Molenaar), Sluijter | Mäenpää, Janse, Biemans, Swinkels (Lima/58), Livramento, Kargbo, Boutahar, Waalkens (Pereira/64), Schmeltz, Demouge, Grégoire |  |
| Stadion: Maritiem Toernooi, Den Helder Toeschouwers: 1.250 Scheidsrechter: Roelof Luinge Willem II wint na strafschoppen (6-7) |                                |     |                               | Zwarthoed, Maynard, Boots (Artz), Schilder, Sterk, De Lange, De Wit (Yildiz), Sheotahul, Kramer (Platje), Tuyp (Molenaar), Sluijter | Mäenpää, Janse, Biemans, Swinkels (Lima/58), Livramento, Kargbo, Boutahar, Waalkens (Pereira/64), Schmeltz, Demouge, Grégoire |  |
| |                                |     |                               | | |  |

| 25 juli 2009, 17u30                                                                        | SC Cambuur-Leeuwarden | 0-6 (0-0) | Willem II | Opstelling SC Cambuur-Leeuwarden | Opstelling Willem II |  |
| Stadion: Maritiem Toernooi, Den Helder Scheidsrechter: Ruud Bossen Willem II wint toernooi |                       |           | 0-1 Sergio Zijler '50 0-2 George Mourad '56 0-3 Jasper Waalkens '61 0-4 George Mourad '77/pen 0-5 Ronnie Reniers '83 0-6 Jasper Waalkens '87 | Meul, Van der Ree, Hese, Van Boxel (Huymans/44), Rustenberg, Van der Heide (Guijt/55), Beekmans (Bergtop/70), Türk (Diaz/77), De Visscher, Ter Heide (Van der Wal/55), Maachi (De Vries/77) | Aerts, Janse (Waalkens/51), Biemans (Van Dinter/46), Swinkels (Lima/85), Veloso, Zijler, Pereira, Kargbo (Livramento/72), Grégoire (Reniers/62), Demouge (Boutahar/46), Mourad |  |
| Stadion: Maritiem Toernooi, Den Helder Scheidsrechter: Ruud Bossen Willem II wint toernooi |                       |           | | Meul, Van der Ree, Hese, Van Boxel (Huymans/44), Rustenberg, Van der Heide (Guijt/55), Beekmans (Bergtop/70), Türk (Diaz/77), De Visscher, Ter Heide (Van der Wal/55), Maachi (De Vries/77) | Aerts, Janse (Waalkens/51), Biemans (Van Dinter/46), Swinkels (Lima/85), Veloso, Zijler, Pereira, Kargbo (Livramento/72), Grégoire (Reniers/62), Demouge (Boutahar/46), Mourad |  |
| Stadion: Maritiem Toernooi, Den Helder Scheidsrechter: Ruud Bossen Willem II wint toernooi |                       |           | | Meul, Van der Ree, Hese, Van Boxel (Huymans/44), Rustenberg, Van der Heide (Guijt/55), Beekmans (Bergtop/70), Türk (Diaz/77), De Visscher, Ter Heide (Van der Wal/55), Maachi (De Vries/77) | Aerts, Janse (Waalkens/51), Biemans (Van Dinter/46), Swinkels (Lima/85), Veloso, Zijler, Pereira, Kargbo (Livramento/72), Grégoire (Reniers/62), Demouge (Boutahar/46), Mourad |  |
|                                                                                            |                       |           | | | |  |

#### Overig
| 4 september 2009, 17u30                                                            | AA Gent                     | 1-0 (0-0) | Willem II | Opstelling AA Gent | Opstelling Willem II |  |
| Stadion: Jules Ottenstadion, Gent Toeschouwers: 2.300 Scheidsrechter: Kenny Snoeck | '48 Yassine El Ghanassy 1-0 |           |           | Boeckx, Myrie (Thompson/46), Duarte, Lepoint, Rosales, Smolders (N'Diaye/68), Maric, El Ghanassy, De Smet (M'Sila/80), Olufade (Nzuzi/77), Coulibaly | Mäenpää, Janse, Van Dinter, Swinkels (Lima/72), Veloso (Van Loon/62), Zijler, Reniers (Waalkens/62), Kargbo , Grégoire, Demouge (Mourad/46), Sheotahul |  |
| Stadion: Jules Ottenstadion, Gent Toeschouwers: 2.300 Scheidsrechter: Kenny Snoeck |                             |           |           | Boeckx, Myrie (Thompson/46), Duarte, Lepoint, Rosales, Smolders (N'Diaye/68), Maric, El Ghanassy, De Smet (M'Sila/80), Olufade (Nzuzi/77), Coulibaly | Mäenpää, Janse, Van Dinter, Swinkels (Lima/72), Veloso (Van Loon/62), Zijler, Reniers (Waalkens/62), Kargbo , Grégoire, Demouge (Mourad/46), Sheotahul |  |
| Stadion: Jules Ottenstadion, Gent Toeschouwers: 2.300 Scheidsrechter: Kenny Snoeck |                             |           |           | Boeckx, Myrie (Thompson/46), Duarte, Lepoint, Rosales, Smolders (N'Diaye/68), Maric, El Ghanassy, De Smet (M'Sila/80), Olufade (Nzuzi/77), Coulibaly | Mäenpää, Janse, Van Dinter, Swinkels (Lima/72), Veloso (Van Loon/62), Zijler, Reniers (Waalkens/62), Kargbo , Grégoire, Demouge (Mourad/46), Sheotahul |  |
|                                                                                    |                             |           |           | | |  |

| 9 oktober 2009, 19u00                              | SV Zulte Waregem      | 1-1 (1-0) | Willem II                | Opstelling SV Zulte Waregem | Opstelling Willem II |  |
| Stadion: Regenboogstadion, Waregem Scheidsrechter: | '39 Thomas Matton 1-0 |           | 1-1 Gerson Sheotahul '62 | Goeman, Colpaert, Van Nieuwenhyze (Berrier/46), Taravel (D'Haene/46), Roelandts (Waeghe/46), Chevalier (Makiese/46), Matton, Dachelet (Lebbihi/60), Yopa (Nfor/46), Hyland, Buysse (Minne/46) | Mäenpää, Janse (Reniers/51), Schenkel , Swinkels, Veloso (Livramento/46), Kargbo (Van Dinter/46), Pereira Freire, Boutahar (Waalkens/46), Zijler (Deul/72), Demouge (Schmeltz/46), Sheotahul |  |
| Stadion: Regenboogstadion, Waregem Scheidsrechter: |                       |           |                          | Goeman, Colpaert, Van Nieuwenhyze (Berrier/46), Taravel (D'Haene/46), Roelandts (Waeghe/46), Chevalier (Makiese/46), Matton, Dachelet (Lebbihi/60), Yopa (Nfor/46), Hyland, Buysse (Minne/46) | Mäenpää, Janse (Reniers/51), Schenkel , Swinkels, Veloso (Livramento/46), Kargbo (Van Dinter/46), Pereira Freire, Boutahar (Waalkens/46), Zijler (Deul/72), Demouge (Schmeltz/46), Sheotahul |  |
| Stadion: Regenboogstadion, Waregem Scheidsrechter: |                       |           |                          | Goeman, Colpaert, Van Nieuwenhyze (Berrier/46), Taravel (D'Haene/46), Roelandts (Waeghe/46), Chevalier (Makiese/46), Matton, Dachelet (Lebbihi/60), Yopa (Nfor/46), Hyland, Buysse (Minne/46) | Mäenpää, Janse (Reniers/51), Schenkel , Swinkels, Veloso (Livramento/46), Kargbo (Van Dinter/46), Pereira Freire, Boutahar (Waalkens/46), Zijler (Deul/72), Demouge (Schmeltz/46), Sheotahul |  |
|                                                    |                       |           |                          | | |  |

| 14 november 2009, 17u30                                                               | Willem II             | 1-1 (0-1) | Sierra Leone           | Opstelling Willem II | Opstelling Sierra Leone                                                                                                |  |
| Stadion: Koning Willem II Stadion, Tilburg Toeschouwers: 2.000 Scheidsrechter: Govers | '68 Ricardo Ippel 1-1 |           | 1-1 Ishmail Kamara '26 | Mäenpää, Pereira (Ippel/61), Van Dinter, Lima (Van Dijk/46), Veloso, Zijler, Boutahar (Deul/61), Reniers, Schmeltz (Kargbo/46), Mourad (Waalkens/46), Sheotahul (Vansimpsen/61) | Bantamoi, A. Bangura, Koroma, I. Kargbo (S. Kargbo/46), Barlay, I. Kamara, M. Bangura, Suma, K. Kamara, Conteh, Woobay |  |
| Stadion: Koning Willem II Stadion, Tilburg Toeschouwers: 2.000 Scheidsrechter: Govers |                       |           |                        | Mäenpää, Pereira (Ippel/61), Van Dinter, Lima (Van Dijk/46), Veloso, Zijler, Boutahar (Deul/61), Reniers, Schmeltz (Kargbo/46), Mourad (Waalkens/46), Sheotahul (Vansimpsen/61) | Bantamoi, A. Bangura, Koroma, I. Kargbo (S. Kargbo/46), Barlay, I. Kamara, M. Bangura, Suma, K. Kamara, Conteh, Woobay |  |
| Stadion: Koning Willem II Stadion, Tilburg Toeschouwers: 2.000 Scheidsrechter: Govers |                       |           |                        | Mäenpää, Pereira (Ippel/61), Van Dinter, Lima (Van Dijk/46), Veloso, Zijler, Boutahar (Deul/61), Reniers, Schmeltz (Kargbo/46), Mourad (Waalkens/46), Sheotahul (Vansimpsen/61) | Bantamoi, A. Bangura, Koroma, I. Kargbo (S. Kargbo/46), Barlay, I. Kamara, M. Bangura, Suma, K. Kamara, Conteh, Woobay |  |
|                                                                                       |                       |           |                        | | |  |

| 8 januari 2010, 14u00                                      | AGOVV Apeldoorn                                                                           | 4-1 | Willem II                 | Opstelling AGOVV Apeldoorn | Opstelling Willem II |
| Stadion: Terrein ASC Nieuwland, Amersfoort Scheidsrechter: | '33 Nacer Chadli 1-1 '67 Jeremy Bokila 2-1 '69 Rachid Ofrany 3-1 '76/pen Nacer Chadli 4-1 |     | 0-1 Hesdey Suart '29/e.d. |                            | Kustermans, Bruma (Janse/46), Biemans (Schenkel/46), Swinkels (Van Dinter/46), Livramento (Veloso/46), Zijler (Reniers/46), Van der Heijden (Waalkens/46), Akgün (Pereira/30), Grégoire (Deul/46), Nijland, Demouge (Sheotahul/46) |
| Stadion: Terrein ASC Nieuwland, Amersfoort Scheidsrechter: |                                                                                           |     |                           |                            | Kustermans, Bruma (Janse/46), Biemans (Schenkel/46), Swinkels (Van Dinter/46), Livramento (Veloso/46), Zijler (Reniers/46), Van der Heijden (Waalkens/46), Akgün (Pereira/30), Grégoire (Deul/46), Nijland, Demouge (Sheotahul/46) |
| Stadion: Terrein ASC Nieuwland, Amersfoort Scheidsrechter: |                                                                                           |     |                           |                            | Kustermans, Bruma (Janse/46), Biemans (Schenkel/46), Swinkels (Van Dinter/46), Livramento (Veloso/46), Zijler (Reniers/46), Van der Heijden (Waalkens/46), Akgün (Pereira/30), Grégoire (Deul/46), Nijland, Demouge (Sheotahul/46) |
|                                                            |                                                                                           |     |                           |                            | |

| 13 januari 2010               | UD Ojén         | 1-9 (0-2) | Willem II | Opstelling UD Ojén | Opstelling Willem II |
| Stadion: Torremolinos, Spanje | '60 Alcazar 1-4 |           | 0-1 Stefan Nijland '17 0-2 Christophe Grégoire '33 0-3 Arjan Swinkels '46 0-4 Stefan Nijland '56/pen 1-5 Boy Deul '63 1-6 Jasper Waalkens '68/pen 1-7 Jasper Waalkens '71 1-8 Stefan Nijland '79 1-9 Stefan Nijland '80 |                    | Aerts (Kustermans/41), Bruma (Janse/62), Biemans, Swinkels (Van Dinter/62), Van Loon (Veloso/62), Zijler (Deul/62), Van der Heijden, Livramento, Grégoire (Waalkens/41), Demouge (Sheotahul/41), Nijland |
| Stadion: Torremolinos, Spanje |                 |           | |                    | Aerts (Kustermans/41), Bruma (Janse/62), Biemans, Swinkels (Van Dinter/62), Van Loon (Veloso/62), Zijler (Deul/62), Van der Heijden, Livramento, Grégoire (Waalkens/41), Demouge (Sheotahul/41), Nijland |
| Stadion: Torremolinos, Spanje |                 |           | |                    | Aerts (Kustermans/41), Bruma (Janse/62), Biemans, Swinkels (Van Dinter/62), Van Loon (Veloso/62), Zijler (Deul/62), Van der Heijden, Livramento, Grégoire (Waalkens/41), Demouge (Sheotahul/41), Nijland |
|                               |                 |           | |                    | |

| 17 januari 2010, 16u30        | VfL Osnabrück            | 1-0 (0-0) | Willem II | Opstelling VfL Osnabrück | Opstelling Willem II |  |
| Stadion: Torremolinos, Spanje | '49 Patrick Herrmann 1-0 |           |           | Berbig, Tauer (Krük/46), Stang, Barletta, Engel (Herrmann/46), Heidrich , Lejan, Pinheiro (Grieneisen/46), Siegert (Samide/67), Kotuljac, Bencik | Aerts, Bruma, Biemans, Schenkel, Livramento, Waalkens (Sheotahul/46), Van der Heijden (Grégoire/69), Deul (Zijler/46), Pereira (Van Loon/61), Demouge, Nijland |  |
| Stadion: Torremolinos, Spanje |                          |           |           | Berbig, Tauer (Krük/46), Stang, Barletta, Engel (Herrmann/46), Heidrich , Lejan, Pinheiro (Grieneisen/46), Siegert (Samide/67), Kotuljac, Bencik | Aerts, Bruma, Biemans, Schenkel, Livramento, Waalkens (Sheotahul/46), Van der Heijden (Grégoire/69), Deul (Zijler/46), Pereira (Van Loon/61), Demouge, Nijland |  |
| Stadion: Torremolinos, Spanje |                          |           |           | Berbig, Tauer (Krük/46), Stang, Barletta, Engel (Herrmann/46), Heidrich , Lejan, Pinheiro (Grieneisen/46), Siegert (Samide/67), Kotuljac, Bencik | Aerts, Bruma, Biemans, Schenkel, Livramento, Waalkens (Sheotahul/46), Van der Heijden (Grégoire/69), Deul (Zijler/46), Pereira (Van Loon/61), Demouge, Nijland |  |
|                               |                          |           |           | | |  |

| 26 april 2010, 19u30                                                       | Kozakken Boys          | 1-2 (1-1) | Willem II                                        | Opstelling Kozakken Boys | Opstelling Willem II |  |
| Stadion: Sportpark de Zwaaier, Werkendam Toeschouwers: 250 Scheidsrechter: | '13 Dennis Verhoef 1-0 |           | 1-1 Bart Biemans '15 1-2 Christophe Grégoire '88 | De Groot (Nijdam/46), Verhoef (Boons/46), Lock, Sulun, Broers (Solmaz/46), Kolff (Perrier/46), Van der Steenhoven, Van Vuuren, Boonstoppel (Hartman/46), Zimmerman, Daghet | Aerts (Pietersma/46), Van der Struijk, Biemans (Van der Heijden/46), Swinkels, Janse (Schenkel/40), Kargbo, Donald, Akgün, Zijler (Reniers/46), Van Kruijssen (Pereira/46), Grégoire |  |
| Stadion: Sportpark de Zwaaier, Werkendam Toeschouwers: 250 Scheidsrechter: |                        |           |                                                  | De Groot (Nijdam/46), Verhoef (Boons/46), Lock, Sulun, Broers (Solmaz/46), Kolff (Perrier/46), Van der Steenhoven, Van Vuuren, Boonstoppel (Hartman/46), Zimmerman, Daghet | Aerts (Pietersma/46), Van der Struijk, Biemans (Van der Heijden/46), Swinkels, Janse (Schenkel/40), Kargbo, Donald, Akgün, Zijler (Reniers/46), Van Kruijssen (Pereira/46), Grégoire |  |
| Stadion: Sportpark de Zwaaier, Werkendam Toeschouwers: 250 Scheidsrechter: |                        |           |                                                  | De Groot (Nijdam/46), Verhoef (Boons/46), Lock, Sulun, Broers (Solmaz/46), Kolff (Perrier/46), Van der Steenhoven, Van Vuuren, Boonstoppel (Hartman/46), Zimmerman, Daghet | Aerts (Pietersma/46), Van der Struijk, Biemans (Van der Heijden/46), Swinkels, Janse (Schenkel/40), Kargbo, Donald, Akgün, Zijler (Reniers/46), Van Kruijssen (Pereira/46), Grégoire |  |
|                                                                            |                        |           |                                                  | | |  |

### Eredivisie

#### Augustus
| 1 augustus 2009, 18u45                                                                        | Willem II                                                                 | 3-1 (2-0) | Vitesse               | Opstelling Willem II | Opstelling Vitesse |  |
| Stadion: Koning Willem II Stadion, Tilburg Toeschouwers: 12.500 Scheidsrechter: Ben Haverkort | '4 Christophe Grégoire 1-0 '28 Saïd Boutahar 2-0 '90+3 Arjan Swinkels 3-1 |           | 2-1 Sinan Kaloğlu '68 | Aerts, Janse, Biemans, Swinkels, Veloso, Kargbo, Pereira (Van Dinter/90+4), Boutahar (Livramento/72 ), Zijler, Demouge (Mourad/63), Grégoire | Velthuizen, Verhaegh, Sprockel, Drost (Snijders/74), Van der Struijk, Claudemir, Molhoek (Jong-A-Pin/66), Hofs , Stevanovič (Kaloğlu/46), Kolk, Nilsson |  |
| Stadion: Koning Willem II Stadion, Tilburg Toeschouwers: 12.500 Scheidsrechter: Ben Haverkort |                                                                           |           |                       | Aerts, Janse, Biemans, Swinkels, Veloso, Kargbo, Pereira (Van Dinter/90+4), Boutahar (Livramento/72 ), Zijler, Demouge (Mourad/63), Grégoire | Velthuizen, Verhaegh, Sprockel, Drost (Snijders/74), Van der Struijk, Claudemir, Molhoek (Jong-A-Pin/66), Hofs , Stevanovič (Kaloğlu/46), Kolk, Nilsson |  |
| Stadion: Koning Willem II Stadion, Tilburg Toeschouwers: 12.500 Scheidsrechter: Ben Haverkort |                                                                           |           |                       | Aerts, Janse, Biemans, Swinkels, Veloso, Kargbo, Pereira (Van Dinter/90+4), Boutahar (Livramento/72 ), Zijler, Demouge (Mourad/63), Grégoire | Velthuizen, Verhaegh, Sprockel, Drost (Snijders/74), Van der Struijk, Claudemir, Molhoek (Jong-A-Pin/66), Hofs , Stevanovič (Kaloğlu/46), Kolk, Nilsson |  |
|                                                                                               |                                                                           |           |                       | | |  |

| 9 augustus 2009, 14u30                                                                                                | FC Utrecht             | 1-0 (1-0) | Willem II | Opstelling FC Utrecht | Opstelling Willem II |  |
| Stadion: Stadion Galgenwaard, Utrecht Toeschouwers: 19.000 Scheidsrechter: Bas Nijhuis Groenendijk (WII) naar tribune | '39 Francis Dickoh 1-0 |           |           | Vorm, Cornelisse, Dickoh, Wuytens, Neșu, Van Dijk, Mertens, Silberbauer (Vandenbergh/76), Loval , Van Wolfswinkel (Nijholt/59), Mulenga | Aerts, Janse, Biemans (Schmeltz/75), Swinkels, Veloso, Kargbo , Boutahar, Pereira (Livramento/28), Reniers (Waalkens/61), Mourad , Zijler |  |
| Stadion: Stadion Galgenwaard, Utrecht Toeschouwers: 19.000 Scheidsrechter: Bas Nijhuis Groenendijk (WII) naar tribune |                        |           |           | Vorm, Cornelisse, Dickoh, Wuytens, Neșu, Van Dijk, Mertens, Silberbauer (Vandenbergh/76), Loval , Van Wolfswinkel (Nijholt/59), Mulenga | Aerts, Janse, Biemans (Schmeltz/75), Swinkels, Veloso, Kargbo , Boutahar, Pereira (Livramento/28), Reniers (Waalkens/61), Mourad , Zijler |  |
| Stadion: Stadion Galgenwaard, Utrecht Toeschouwers: 19.000 Scheidsrechter: Bas Nijhuis Groenendijk (WII) naar tribune |                        |           |           | Vorm, Cornelisse, Dickoh, Wuytens, Neșu, Van Dijk, Mertens, Silberbauer (Vandenbergh/76), Loval , Van Wolfswinkel (Nijholt/59), Mulenga | Aerts, Janse, Biemans (Schmeltz/75), Swinkels, Veloso, Kargbo , Boutahar, Pereira (Livramento/28), Reniers (Waalkens/61), Mourad , Zijler |  |
| |                        |           |           | | |  |

| 15 augustus 2009, 18u45                                                                           | Sparta Rotterdam                              | 2-1 (0-1) | Willem II            | Opstelling Sparta Rotterdam | Opstelling Willem II |  |
| Stadion: Sparta-Stadion Het Kasteel, Rotterdam Toeschouwers: 9.354 Scheidsrechter: Pol van Boekel | '60 Kevin Strootman 1-1 '65 Rydell Poepon 2-1 |           | 0-1 Bart Biemans '15 | Šeliga, Boakye, Adeleye, Bakens (Falkenburg/46), Donovan Slijngard, Rutjes (Van Bueren/83), Van Gessel, Strootman, Duplan, Poepon, John (Dissels/46 ) | Aerts, Janse, Biemans, Swinkels, Veloso, Kargbo , Boutahar, Livramento, Waalkens (Mourad/64), Grégoire, Zijler (Reniers/79) |  |
| Stadion: Sparta-Stadion Het Kasteel, Rotterdam Toeschouwers: 9.354 Scheidsrechter: Pol van Boekel |                                               |           |                      | Šeliga, Boakye, Adeleye, Bakens (Falkenburg/46), Donovan Slijngard, Rutjes (Van Bueren/83), Van Gessel, Strootman, Duplan, Poepon, John (Dissels/46 ) | Aerts, Janse, Biemans, Swinkels, Veloso, Kargbo , Boutahar, Livramento, Waalkens (Mourad/64), Grégoire, Zijler (Reniers/79) |  |
| Stadion: Sparta-Stadion Het Kasteel, Rotterdam Toeschouwers: 9.354 Scheidsrechter: Pol van Boekel |                                               |           |                      | Šeliga, Boakye, Adeleye, Bakens (Falkenburg/46), Donovan Slijngard, Rutjes (Van Bueren/83), Van Gessel, Strootman, Duplan, Poepon, John (Dissels/46 ) | Aerts, Janse, Biemans, Swinkels, Veloso, Kargbo , Boutahar, Livramento, Waalkens (Mourad/64), Grégoire, Zijler (Reniers/79) |  |
|                                                                                                   |                                               |           |                      | | |  |

| 22 augustus 2009, 19u45                                                                          | Willem II | 0-1 (0-0) | Heracles Almelo  | Opstelling Willem II | Opstelling Heracles Almelo |  |
| Stadion: Koning Willem II Stadion, Tilburg Toeschouwers: 11.600 Scheidsrechter: Richard Liesveld |           |           | 0-1 Bas Dost '66 | Aerts, Janse , Biemans, Swinkels , Veloso (Mourad/72), Kargbo (Waalkens/84), Boutahar, Livramento, Zijler (Demouge/62), Sheotahul, Grégoire | Pieckenhagen, Breukers, Maertens, Van der Linden, Looms, Fledderus, Quansah , Overtoom, Hakola (Douglas/46), Dost (Schulmeister/79), Everton (Jallo/78) |  |
| Stadion: Koning Willem II Stadion, Tilburg Toeschouwers: 11.600 Scheidsrechter: Richard Liesveld |           |           |                  | Aerts, Janse , Biemans, Swinkels , Veloso (Mourad/72), Kargbo (Waalkens/84), Boutahar, Livramento, Zijler (Demouge/62), Sheotahul, Grégoire | Pieckenhagen, Breukers, Maertens, Van der Linden, Looms, Fledderus, Quansah , Overtoom, Hakola (Douglas/46), Dost (Schulmeister/79), Everton (Jallo/78) |  |
| Stadion: Koning Willem II Stadion, Tilburg Toeschouwers: 11.600 Scheidsrechter: Richard Liesveld |           |           |                  | Aerts, Janse , Biemans, Swinkels , Veloso (Mourad/72), Kargbo (Waalkens/84), Boutahar, Livramento, Zijler (Demouge/62), Sheotahul, Grégoire | Pieckenhagen, Breukers, Maertens, Van der Linden, Looms, Fledderus, Quansah , Overtoom, Hakola (Douglas/46), Dost (Schulmeister/79), Everton (Jallo/78) |  |
|                                                                                                  |           |           |                  | | |  |

| 29 augustus 2009, 19u45                                                       | AZ                                        | 2-1 (2-1) | Willem II             | Opstelling AZ | Opstelling Willem II |  |
| Stadion: DSB-Stadion, Alkmaar Toeschouwers: 16.197 Scheidsrechter: Kevin Blom | '7 Brett Holman 1-0 '24 Héctor Moreno 2-1 |           | 1-2 Sergio Zijler '23 | Romero, Jaliens , Moisander (Klavan/46), Moreno, Poulsen, Holman, Mendes da Silva, Schaars, Martens (Pocognoli/89), El Hamdaoui, Dembélé (Ari/67) | Aerts, Janse (Waalkens/89), Biemans , Swinkels, Van Loon, Kargbo, Boutahar (Reniers/71), Christophe Grégoire, Sheotahul, Demouge, Zijler |  |
| Stadion: DSB-Stadion, Alkmaar Toeschouwers: 16.197 Scheidsrechter: Kevin Blom |                                           |           |                       | Romero, Jaliens , Moisander (Klavan/46), Moreno, Poulsen, Holman, Mendes da Silva, Schaars, Martens (Pocognoli/89), El Hamdaoui, Dembélé (Ari/67) | Aerts, Janse (Waalkens/89), Biemans , Swinkels, Van Loon, Kargbo, Boutahar (Reniers/71), Christophe Grégoire, Sheotahul, Demouge, Zijler |  |
| Stadion: DSB-Stadion, Alkmaar Toeschouwers: 16.197 Scheidsrechter: Kevin Blom |                                           |           |                       | Romero, Jaliens , Moisander (Klavan/46), Moreno, Poulsen, Holman, Mendes da Silva, Schaars, Martens (Pocognoli/89), El Hamdaoui, Dembélé (Ari/67) | Aerts, Janse (Waalkens/89), Biemans , Swinkels, Van Loon, Kargbo, Boutahar (Reniers/71), Christophe Grégoire, Sheotahul, Demouge, Zijler |  |
|                                                                               |                                           |           |                       | | |  |

#### September
| 13 september 2009, 12u30                                                                       | Willem II                                 | 2-3 (2-2) | Feyenoord                                                                     | Opstelling Willem II | Opstelling Feyenoord |  |
| Stadion: Koning Willem II Stadion, Tilburg Toeschouwers: 13.000 Scheidsrechter: Serge Gumienny | '2 Saïd Boutahar 1-0 '33 Bart Biemans 2-2 |           | 1-1 Jon Dahl Tomasson '9 1-2 Jon Dahl Tomasson '18 2-3 Jonathan de Guzmán '69 | Aerts, Janse , Biemans, Swinkels, Livramento (Schenkel/84), Kargbo , Sheotahul, Boutahar (Van der Heijden/59), Zijler, Demouge , Grégoire | Van Dijk, Dani Fernández (Leerdam/77), Vlaar, Bahia, Van Bronckhorst, El Ahmadi (Wijnaldum/56), Fer , De Guzmán, Cissé (Diego Biseswar/46 ), Tomasson, Slory |  |
| Stadion: Koning Willem II Stadion, Tilburg Toeschouwers: 13.000 Scheidsrechter: Serge Gumienny |                                           |           |                                                                               | Aerts, Janse , Biemans, Swinkels, Livramento (Schenkel/84), Kargbo , Sheotahul, Boutahar (Van der Heijden/59), Zijler, Demouge , Grégoire | Van Dijk, Dani Fernández (Leerdam/77), Vlaar, Bahia, Van Bronckhorst, El Ahmadi (Wijnaldum/56), Fer , De Guzmán, Cissé (Diego Biseswar/46 ), Tomasson, Slory |  |
| Stadion: Koning Willem II Stadion, Tilburg Toeschouwers: 13.000 Scheidsrechter: Serge Gumienny |                                           |           |                                                                               | Aerts, Janse , Biemans, Swinkels, Livramento (Schenkel/84), Kargbo , Sheotahul, Boutahar (Van der Heijden/59), Zijler, Demouge , Grégoire | Van Dijk, Dani Fernández (Leerdam/77), Vlaar, Bahia, Van Bronckhorst, El Ahmadi (Wijnaldum/56), Fer , De Guzmán, Cissé (Diego Biseswar/46 ), Tomasson, Slory |  |
|                                                                                                |                                           |           |                                                                               | | |  |

| 18 september 2009, 20u45                                                                            | Willem II                                             | 2-1 (2-1) | FC Groningen            | Opstelling Willem II | Opstelling FC Groningen |  |
| Stadion: Koning Willem II Stadion, Tilburg Toeschouwers: 12.000 Scheidsrechter: Reinold Wiedemeijer | '39 Sergio Zijler 1-1 '43/pen Christophe Grégoire 2-1 |           | 0-1 Koen van de Laak '7 | Aerts, Janse, Biemans, Swinkels, Veloso, Kargbo, Grégoire (Livramento/90+1), Boutahar (Van der Heijden/70), Zijler, Demouge (Schenkel/75), Sheotahul | Van Loo, De Roover, Švejdík , Granqvist , Stenman, Zonneveld (Ajilore/46), Holla, Enevoldsen, Van de Laak, Nordstrand (Koç/80), Pedersen (Lovre/58) |  |
| Stadion: Koning Willem II Stadion, Tilburg Toeschouwers: 12.000 Scheidsrechter: Reinold Wiedemeijer |                                                       |           |                         | Aerts, Janse, Biemans, Swinkels, Veloso, Kargbo, Grégoire (Livramento/90+1), Boutahar (Van der Heijden/70), Zijler, Demouge (Schenkel/75), Sheotahul | Van Loo, De Roover, Švejdík , Granqvist , Stenman, Zonneveld (Ajilore/46), Holla, Enevoldsen, Van de Laak, Nordstrand (Koç/80), Pedersen (Lovre/58) |  |
| Stadion: Koning Willem II Stadion, Tilburg Toeschouwers: 12.000 Scheidsrechter: Reinold Wiedemeijer |                                                       |           |                         | Aerts, Janse, Biemans, Swinkels, Veloso, Kargbo, Grégoire (Livramento/90+1), Boutahar (Van der Heijden/70), Zijler, Demouge (Schenkel/75), Sheotahul | Van Loo, De Roover, Švejdík , Granqvist , Stenman, Zonneveld (Ajilore/46), Holla, Enevoldsen, Van de Laak, Nordstrand (Koç/80), Pedersen (Lovre/58) |  |
| |                                                       |           |                         | | |  |

| 26 september 2009, 19u45                                                               | PSV                                                                | 3-1 (3-0) | Willem II             | Opstelling PSV | Opstelling Willem II |  |
| Stadion: Philips Stadion, Eindhoven Toeschouwers: 33.000 Scheidsrechter: Björn Kuipers | '27 Otman Bakkal 1-0 '32 Danko Lazović 2-0 '40 Ibrahim Afellay 3-0 |           | 3-1 Frank Demouge '86 | Isaksson, Manolev, Ooijer, Maza, Pieters, Afellay (Simons/78), Bakkal, Engelaar, Lazović (Reis/81), Koevermans (Toivonen/68), Dzsudzsák | Aerts, Janse (Bruma/46), Pereira (Waalkens/80), Biemans, Swinkels, Kargbo, Van der Heijden, Boutahar (Livramento /46), Sheotahul, Demouge, Zijler |  |
| Stadion: Philips Stadion, Eindhoven Toeschouwers: 33.000 Scheidsrechter: Björn Kuipers |                                                                    |           |                       | Isaksson, Manolev, Ooijer, Maza, Pieters, Afellay (Simons/78), Bakkal, Engelaar, Lazović (Reis/81), Koevermans (Toivonen/68), Dzsudzsák | Aerts, Janse (Bruma/46), Pereira (Waalkens/80), Biemans, Swinkels, Kargbo, Van der Heijden, Boutahar (Livramento /46), Sheotahul, Demouge, Zijler |  |
| Stadion: Philips Stadion, Eindhoven Toeschouwers: 33.000 Scheidsrechter: Björn Kuipers |                                                                    |           |                       | Isaksson, Manolev, Ooijer, Maza, Pieters, Afellay (Simons/78), Bakkal, Engelaar, Lazović (Reis/81), Koevermans (Toivonen/68), Dzsudzsák | Aerts, Janse (Bruma/46), Pereira (Waalkens/80), Biemans, Swinkels, Kargbo, Van der Heijden, Boutahar (Livramento /46), Sheotahul, Demouge, Zijler |  |
|                                                                                        |                                                                    |           |                       | | |  |

#### Oktober
| 3 oktober 2009, 19u45                                                                         | Willem II             | 1-1 (0-1) | N.E.C.                   | Opstelling Willem II | Opstelling N.E.C. |  |
| Stadion: Koning Willem II Stadion, Tilburg Toeschouwers: 12.000 Scheidsrechter: Roelof Luinge | '60 Saïd Boutahar 1-1 |           | 0-1 Erton Fejzullahu '40 | Mäenpää, Janse, Biemans, Swinkels, Veloso , Kargbo, Van der Heijden (Pereira/46), Boutahar, Zijler, Demouge, Sheotahul (Reniers/46) | Babos, Wellenberg (Burgzorg/13), Van Eijden , Pothuizen (Goossens/57) , El-Akchaoui, Kivuvu, Radomski, Davids, Fejzullahu , Vleminckx, El Kabir (Worm/87) |  |
| Stadion: Koning Willem II Stadion, Tilburg Toeschouwers: 12.000 Scheidsrechter: Roelof Luinge |                       |           |                          | Mäenpää, Janse, Biemans, Swinkels, Veloso , Kargbo, Van der Heijden (Pereira/46), Boutahar, Zijler, Demouge, Sheotahul (Reniers/46) | Babos, Wellenberg (Burgzorg/13), Van Eijden , Pothuizen (Goossens/57) , El-Akchaoui, Kivuvu, Radomski, Davids, Fejzullahu , Vleminckx, El Kabir (Worm/87) |  |
| Stadion: Koning Willem II Stadion, Tilburg Toeschouwers: 12.000 Scheidsrechter: Roelof Luinge |                       |           |                          | Mäenpää, Janse, Biemans, Swinkels, Veloso , Kargbo, Van der Heijden (Pereira/46), Boutahar, Zijler, Demouge, Sheotahul (Reniers/46) | Babos, Wellenberg (Burgzorg/13), Van Eijden , Pothuizen (Goossens/57) , El-Akchaoui, Kivuvu, Radomski, Davids, Fejzullahu , Vleminckx, El Kabir (Worm/87) |  |
|                                                                                               |                       |           |                          | | |  |

| 17 oktober 2009, 18u45                                                                                                 | AFC Ajax                                                                                | 4-0 (1-0) | Willem II | Opstelling AFC Ajax | Opstelling Willem II |  |
| Stadion: Amsterdam ArenA, Amsterdam Toeschouwers: 49.900 Scheidsrechter: Pol van Boekel Suárez (Ajax/'29) mist penalty | '45 Eyong Enoh 1-0 '64 Miralem Sulejmani 2-0 '82 Marko Pantelić 3-0 '90 Luis Suárez 4-0 |           |           | Stekelenburg, Van der Wiel, Alderweireld, Vertonghen , Anita, De Zeeuw, Enoh (Gabri/67), Aissati (Bakırcıoğlu/83), Rommedahl (Sulejmani/61), Pantelić, Suárez | Aerts, Pereira, Biemans, Swinkels , Veloso , Kargbo, Van der Heijden, Boutahar, Zijler, Demouge , Sheotahul (Waalkens/59) |  |
| Stadion: Amsterdam ArenA, Amsterdam Toeschouwers: 49.900 Scheidsrechter: Pol van Boekel Suárez (Ajax/'29) mist penalty |                                                                                         |           |           | Stekelenburg, Van der Wiel, Alderweireld, Vertonghen , Anita, De Zeeuw, Enoh (Gabri/67), Aissati (Bakırcıoğlu/83), Rommedahl (Sulejmani/61), Pantelić, Suárez | Aerts, Pereira, Biemans, Swinkels , Veloso , Kargbo, Van der Heijden, Boutahar, Zijler, Demouge , Sheotahul (Waalkens/59) |  |
| Stadion: Amsterdam ArenA, Amsterdam Toeschouwers: 49.900 Scheidsrechter: Pol van Boekel Suárez (Ajax/'29) mist penalty |                                                                                         |           |           | Stekelenburg, Van der Wiel, Alderweireld, Vertonghen , Anita, De Zeeuw, Enoh (Gabri/67), Aissati (Bakırcıoğlu/83), Rommedahl (Sulejmani/61), Pantelić, Suárez | Aerts, Pereira, Biemans, Swinkels , Veloso , Kargbo, Van der Heijden, Boutahar, Zijler, Demouge , Sheotahul (Waalkens/59) |  |
| |                                                                                         |           |           | | |  |

| 25 oktober 2009, 14u30                                                                         | Willem II                                                                                 | 4-1 (0-0) | sc Heerenveen              | Opstelling Willem II | Opstelling sc Heerenveen |  |
| Stadion: Koning Willem II Stadion, Tilburg Toeschouwers: 12.500 Scheidsrechter: Danny Makkelie | '48 Sergio Zijler 1-0 '51 Saïd Boutahar 2-0 '70 Frank Demouge 3-1 '90+3 Frank Demouge 4-1 |           | 2-1 Michal Papadopulos '40 | Aerts, Bruma, Biemans, Schenkel, Swinkels (Livramento/85), Akgün (Pereira/7), Van der Heijden, Boutahar, Zijler , Demouge, Sheotahul (Grégoire/46) | Vandenbussche, Breuer, Bak Nielsen, Dingsdag, Popov, Švec , Losada, V. Elm (Koning/78), Sibon (Fazli/75), Papadopulos, Assaidi (Tarik Elyounoussi/57) |  |
| Stadion: Koning Willem II Stadion, Tilburg Toeschouwers: 12.500 Scheidsrechter: Danny Makkelie |                                                                                           |           |                            | Aerts, Bruma, Biemans, Schenkel, Swinkels (Livramento/85), Akgün (Pereira/7), Van der Heijden, Boutahar, Zijler , Demouge, Sheotahul (Grégoire/46) | Vandenbussche, Breuer, Bak Nielsen, Dingsdag, Popov, Švec , Losada, V. Elm (Koning/78), Sibon (Fazli/75), Papadopulos, Assaidi (Tarik Elyounoussi/57) |  |
| Stadion: Koning Willem II Stadion, Tilburg Toeschouwers: 12.500 Scheidsrechter: Danny Makkelie |                                                                                           |           |                            | Aerts, Bruma, Biemans, Schenkel, Swinkels (Livramento/85), Akgün (Pereira/7), Van der Heijden, Boutahar, Zijler , Demouge, Sheotahul (Grégoire/46) | Vandenbussche, Breuer, Bak Nielsen, Dingsdag, Popov, Švec , Losada, V. Elm (Koning/78), Sibon (Fazli/75), Papadopulos, Assaidi (Tarik Elyounoussi/57) |  |
|                                                                                                |                                                                                           |           |                            | | |  |

#### November
| 1 november 2009, 14u30 | RKC Waalwijk | 0-1 (0-0) | Willem II                   | Opstelling RKC Waalwijk | Opstelling Willem II |  |
| Stadion: Mandemakers Stadion, Waalwijk Toeschouwers: 7.040 Scheidsrechter: Pieter Vink Grégoire (Willem II/'63) mist penalty |              |           | 0-1 Christophe Grégoire '63 | Levita, D. Mulder, Gudde (Varela/78), Van Mosselveld, H. Mulder , Agustien (Benson/68), Berger , Obodai , De Ceulaer , Benschop (Idabdelhay/55), Boerrigter | Aerts, Bruma , Biemans, Schenkel (Veloso/46), Swinkels, Pereira, Van der Heijden, Boutahar, Zijler (Reniers/78), Demouge , Grégoire (Sheotahul/90+3) |  |
| Stadion: Mandemakers Stadion, Waalwijk Toeschouwers: 7.040 Scheidsrechter: Pieter Vink Grégoire (Willem II/'63) mist penalty |              |           |                             | Levita, D. Mulder, Gudde (Varela/78), Van Mosselveld, H. Mulder , Agustien (Benson/68), Berger , Obodai , De Ceulaer , Benschop (Idabdelhay/55), Boerrigter | Aerts, Bruma , Biemans, Schenkel (Veloso/46), Swinkels, Pereira, Van der Heijden, Boutahar, Zijler (Reniers/78), Demouge , Grégoire (Sheotahul/90+3) |  |
| Stadion: Mandemakers Stadion, Waalwijk Toeschouwers: 7.040 Scheidsrechter: Pieter Vink Grégoire (Willem II/'63) mist penalty |              |           |                             | Levita, D. Mulder, Gudde (Varela/78), Van Mosselveld, H. Mulder , Agustien (Benson/68), Berger , Obodai , De Ceulaer , Benschop (Idabdelhay/55), Boerrigter | Aerts, Bruma , Biemans, Schenkel (Veloso/46), Swinkels, Pereira, Van der Heijden, Boutahar, Zijler (Reniers/78), Demouge , Grégoire (Sheotahul/90+3) |  |
| |              |           |                             | | |  |

| 8 november 2009, 12u30                                                              | NAC Breda                                                                                      | 4-0 (4-0) | Willem II | Opstelling NAC Breda | Opstelling Willem II |  |
| Stadion: Rat Verlegh Stadion, Breda Toeschouwers: 17.750 Scheidsrechter: Kevin Blom | '14 Kurt Elshot 1-0 '35 Kees Kwakman 2-0 '41 Matthew Amoah 3-0 '45 Leonardo Vitor Santiago 4-0 |           |           | Ten Rouwelaar, Fehér, Penders, Zwaanswijk, Elshot (Snoyl/88), De Graaf (Cairo/82), Gorter (Kolkka/76), Kwakman, Lurling, Amoah, Leonardo | Aerts, Bruma , Lima , Swinkels , Veloso, Pereira, Van der Heijden (Kargbo /69), Boutahar, Zijler (Reniers/69), Demouge (Sheotahul/52), Grégoire |  |
| Stadion: Rat Verlegh Stadion, Breda Toeschouwers: 17.750 Scheidsrechter: Kevin Blom |                                                                                                |           |           | Ten Rouwelaar, Fehér, Penders, Zwaanswijk, Elshot (Snoyl/88), De Graaf (Cairo/82), Gorter (Kolkka/76), Kwakman, Lurling, Amoah, Leonardo | Aerts, Bruma , Lima , Swinkels , Veloso, Pereira, Van der Heijden (Kargbo /69), Boutahar, Zijler (Reniers/69), Demouge (Sheotahul/52), Grégoire |  |
| Stadion: Rat Verlegh Stadion, Breda Toeschouwers: 17.750 Scheidsrechter: Kevin Blom |                                                                                                |           |           | Ten Rouwelaar, Fehér, Penders, Zwaanswijk, Elshot (Snoyl/88), De Graaf (Cairo/82), Gorter (Kolkka/76), Kwakman, Lurling, Amoah, Leonardo | Aerts, Bruma , Lima , Swinkels , Veloso, Pereira, Van der Heijden (Kargbo /69), Boutahar, Zijler (Reniers/69), Demouge (Sheotahul/52), Grégoire |  |
|                                                                                     |                                                                                                |           |           | | |  |

| 22 november 2009, 14u30                                                                        | Willem II             | 1-1 (0-0) | ADO Den Haag          | Opstelling Willem II | Opstelling ADO Den Haag                                                                                                   |  |
| Stadion: Koning Willem II Stadion, Tilburg Toeschouwers: 12.000 Scheidsrechter: Pol van Boekel | '75 Frank Demouge 1-1 |           | 0-1 Karim Soltani '66 | Mäenpää, Bruma, Schenkel (Veloso/46), Van der Heijden, Swinkels, Kargbo, Pereira (Waalkens/71), Boutahar, Zijler , Demouge, Grégoire (Sheotahul/71) | Ditewig, Ammi , Derijck, Horváth, Kum, Buijs, Bosschaart, Cornelisse, Verhoek (Vicento/77), Milic (L. Piqué/41 ), Soltani |  |
| Stadion: Koning Willem II Stadion, Tilburg Toeschouwers: 12.000 Scheidsrechter: Pol van Boekel |                       |           |                       | Mäenpää, Bruma, Schenkel (Veloso/46), Van der Heijden, Swinkels, Kargbo, Pereira (Waalkens/71), Boutahar, Zijler , Demouge, Grégoire (Sheotahul/71) | Ditewig, Ammi , Derijck, Horváth, Kum, Buijs, Bosschaart, Cornelisse, Verhoek (Vicento/77), Milic (L. Piqué/41 ), Soltani |  |
| Stadion: Koning Willem II Stadion, Tilburg Toeschouwers: 12.000 Scheidsrechter: Pol van Boekel |                       |           |                       | Mäenpää, Bruma, Schenkel (Veloso/46), Van der Heijden, Swinkels, Kargbo, Pereira (Waalkens/71), Boutahar, Zijler , Demouge, Grégoire (Sheotahul/71) | Ditewig, Ammi , Derijck, Horváth, Kum, Buijs, Bosschaart, Cornelisse, Verhoek (Vicento/77), Milic (L. Piqué/41 ), Soltani |  |
|                                                                                                |                       |           |                       | | |  |

| 28 november 2009, 20u45                                                                        | Willem II                       | 1-3 (1-2) | FC Twente                                                   | Opstelling Willem II | Opstelling FC Twente |  |
| Stadion: Koning Willem II Stadion, Tilburg Toeschouwers: 12.100 Scheidsrechter: Eric Braamhaar | '15/pen Christophe Grégoire 1-1 |           | 0-1 Wout Brama '8 1-2 Miroslav Stoch '35 1-3 Bryan Ruiz '69 | Mäenpää, Bruma (Livramento/80), Schenkel (Waalkens/80), Biemans, Swinkels , Kargbo, Pereira, Boutahar, Sheotahul, Demouge (Reniers/53), Grégoire | Boschker, Stam, Douglas , Wisgerhof, Tiendalli, Brama, Pérez (Vujičević/79), Tioté (Nashat/86), Ruiz (Parker/83), Nkufo, Stoch |  |
| Stadion: Koning Willem II Stadion, Tilburg Toeschouwers: 12.100 Scheidsrechter: Eric Braamhaar |                                 |           |                                                             | Mäenpää, Bruma (Livramento/80), Schenkel (Waalkens/80), Biemans, Swinkels , Kargbo, Pereira, Boutahar, Sheotahul, Demouge (Reniers/53), Grégoire | Boschker, Stam, Douglas , Wisgerhof, Tiendalli, Brama, Pérez (Vujičević/79), Tioté (Nashat/86), Ruiz (Parker/83), Nkufo, Stoch |  |
| Stadion: Koning Willem II Stadion, Tilburg Toeschouwers: 12.100 Scheidsrechter: Eric Braamhaar |                                 |           |                                                             | Mäenpää, Bruma (Livramento/80), Schenkel (Waalkens/80), Biemans, Swinkels , Kargbo, Pereira, Boutahar, Sheotahul, Demouge (Reniers/53), Grégoire | Boschker, Stam, Douglas , Wisgerhof, Tiendalli, Brama, Pérez (Vujičević/79), Tioté (Nashat/86), Ruiz (Parker/83), Nkufo, Stoch |  |
|                                                                                                |                                 |           |                                                             | | |  |

#### December
| 4 december 2009, 20u45                                                                         | VVV-Venlo                                      | 2-1 (0-0) | Willem II              | Opstelling VVV-Venlo | Opstelling Willem II |  |
| Stadion: Seacon Stadion - De Koel -, Venlo Toeschouwers: 7.500 Scheidsrechter: Jack van Hulten | '81 Adil Auassar 1-1 '90/pen Keisuke Honda 2-1 |           | 0-1 Arjan Swinkels '66 | Begois, Timisela, Van Kouwen (Boymans/77), Fleuren, Paauwe, Leemans , Honda (De Regt/90+2), Schaken, Auassar, Ahahaoui (Viana/74), Calabro | Mäenpää, Bruma, Biemans, Schenkel, Swinkels, Kargbo, Van der Heijden (Veloso/31 ), Boutahar (Livramento/46 ), Zijler, Demouge (Sheotahul/82), Grégoire |  |
| Stadion: Seacon Stadion - De Koel -, Venlo Toeschouwers: 7.500 Scheidsrechter: Jack van Hulten |                                                |           |                        | Begois, Timisela, Van Kouwen (Boymans/77), Fleuren, Paauwe, Leemans , Honda (De Regt/90+2), Schaken, Auassar, Ahahaoui (Viana/74), Calabro | Mäenpää, Bruma, Biemans, Schenkel, Swinkels, Kargbo, Van der Heijden (Veloso/31 ), Boutahar (Livramento/46 ), Zijler, Demouge (Sheotahul/82), Grégoire |  |
| Stadion: Seacon Stadion - De Koel -, Venlo Toeschouwers: 7.500 Scheidsrechter: Jack van Hulten |                                                |           |                        | Begois, Timisela, Van Kouwen (Boymans/77), Fleuren, Paauwe, Leemans , Honda (De Regt/90+2), Schaken, Auassar, Ahahaoui (Viana/74), Calabro | Mäenpää, Bruma, Biemans, Schenkel, Swinkels, Kargbo, Van der Heijden (Veloso/31 ), Boutahar (Livramento/46 ), Zijler, Demouge (Sheotahul/82), Grégoire |  |
|                                                                                                |                                                |           |                        | | |  |

| 13 december 2009, 14u30                                                                     | Willem II                       | 1-3 (1-1) | Roda JC                                                     | Opstelling Willem II | Opstelling Roda JC |  |
| Stadion: Koning Willem II Stadion, Tilburg Toeschouwers: 12.500 Scheidsrechter: Bas Nijhuis | '21/pen Christophe Grégoire 1-1 |           | 0-1 Mads Junker '18 1-2 Ruud Vormer '68 1-3 Mads Junker '71 | Mäenpää, Biemans, Schenkel (Sheotahul/74), Swinkels, Janse, Kargbo (Livramento/34), Boutahar (Deul/65), Veloso, Zijler, Demouge, Grégoire | Castro, Saeijs , Addo (Kah/74), De Fauw, De Jong, Janssen , Vormer, Delorge, Hadouir (Bodor/84), Junker (Meulens/90+2), Skoubo |  |
| Stadion: Koning Willem II Stadion, Tilburg Toeschouwers: 12.500 Scheidsrechter: Bas Nijhuis |                                 |           |                                                             | Mäenpää, Biemans, Schenkel (Sheotahul/74), Swinkels, Janse, Kargbo (Livramento/34), Boutahar (Deul/65), Veloso, Zijler, Demouge, Grégoire | Castro, Saeijs , Addo (Kah/74), De Fauw, De Jong, Janssen , Vormer, Delorge, Hadouir (Bodor/84), Junker (Meulens/90+2), Skoubo |  |
| Stadion: Koning Willem II Stadion, Tilburg Toeschouwers: 12.500 Scheidsrechter: Bas Nijhuis |                                 |           |                                                             | Mäenpää, Biemans, Schenkel (Sheotahul/74), Swinkels, Janse, Kargbo (Livramento/34), Boutahar (Deul/65), Veloso, Zijler, Demouge, Grégoire | Castro, Saeijs , Addo (Kah/74), De Fauw, De Jong, Janssen , Vormer, Delorge, Hadouir (Bodor/84), Junker (Meulens/90+2), Skoubo |  |
|                                                                                             |                                 |           |                                                             | | |  |

| 19 december 2009, 19u45                                                                     | Feyenoord           | 1-0 (1-0) | Willem II | Opstelling Feyenoord | Opstelling Willem II |  |
| Stadion: Stadion Feijenoord, Rotterdam Toeschouwers: 42.000 Scheidsrechter: Dick van Egmond | '12 Sekou Cissé 1-0 |           |           | Van Dijk, Leerdam, Vlaar, Bahia, Van Bronckhorst, Fer (De Vrij/84), Landzaat, Wijnaldum (Biseswar/64), Tomasson, Cissé (Babović/72), Makaay | Mäenpää, Bruma, Biemans, Veloso (Van der Heijden/26), Swinkels, Kargbo , Grégoire (Waalkens/80), Livramento, Zijler (Reniers/72), Demouge , Sheotahul |  |
| Stadion: Stadion Feijenoord, Rotterdam Toeschouwers: 42.000 Scheidsrechter: Dick van Egmond |                     |           |           | Van Dijk, Leerdam, Vlaar, Bahia, Van Bronckhorst, Fer (De Vrij/84), Landzaat, Wijnaldum (Biseswar/64), Tomasson, Cissé (Babović/72), Makaay | Mäenpää, Bruma, Biemans, Veloso (Van der Heijden/26), Swinkels, Kargbo , Grégoire (Waalkens/80), Livramento, Zijler (Reniers/72), Demouge , Sheotahul |  |
| Stadion: Stadion Feijenoord, Rotterdam Toeschouwers: 42.000 Scheidsrechter: Dick van Egmond |                     |           |           | Van Dijk, Leerdam, Vlaar, Bahia, Van Bronckhorst, Fer (De Vrij/84), Landzaat, Wijnaldum (Biseswar/64), Tomasson, Cissé (Babović/72), Makaay | Mäenpää, Bruma, Biemans, Veloso (Van der Heijden/26), Swinkels, Kargbo , Grégoire (Waalkens/80), Livramento, Zijler (Reniers/72), Demouge , Sheotahul |  |
|                                                                                             |                     |           |           | | |  |

#### Januari
| 23 januari 2010, 19u45                                                                       | sc Heerenveen                                                                             | 4-2 (0-0) | Willem II                                    | Opstelling sc Heerenveen | Opstelling Willem II |  |
| Stadion: Abe Lenstra Stadion, Heerenveen Toeschouwers: 25.500 Scheidsrechter: Eric Braamhaar | '56 Michel Breuer 1-1 '77 Paulo Henrique 2-2 '79 Hernán Losada 3-2 '89 Paulo Henrique 4-2 |           | 0-1 Frank Demouge '47 1-2 Stefan Nijland '72 | Lejsal, Janmaat, Bak Nielsen, Breuer, Popov, Grindheim, Švec , Losada , Beerens, Papadopulos (Sibon/35), Elyounoussi (Paulo Henrique/70) | Aerts, Janse, Biemans (Grégoire/82), Schenkel, Bruma , Pereira , Van der Heijden, Boutahar (Deul/84), Zijler (Sheotahul/71), Demouge, Nijland |  |
| Stadion: Abe Lenstra Stadion, Heerenveen Toeschouwers: 25.500 Scheidsrechter: Eric Braamhaar |                                                                                           |           |                                              | Lejsal, Janmaat, Bak Nielsen, Breuer, Popov, Grindheim, Švec , Losada , Beerens, Papadopulos (Sibon/35), Elyounoussi (Paulo Henrique/70) | Aerts, Janse, Biemans (Grégoire/82), Schenkel, Bruma , Pereira , Van der Heijden, Boutahar (Deul/84), Zijler (Sheotahul/71), Demouge, Nijland |  |
| Stadion: Abe Lenstra Stadion, Heerenveen Toeschouwers: 25.500 Scheidsrechter: Eric Braamhaar |                                                                                           |           |                                              | Lejsal, Janmaat, Bak Nielsen, Breuer, Popov, Grindheim, Švec , Losada , Beerens, Papadopulos (Sibon/35), Elyounoussi (Paulo Henrique/70) | Aerts, Janse, Biemans (Grégoire/82), Schenkel, Bruma , Pereira , Van der Heijden, Boutahar (Deul/84), Zijler (Sheotahul/71), Demouge, Nijland |  |
|                                                                                              |                                                                                           |           |                                              | | |  |

| 29 januari 2010, 20u45                                                                         | Willem II                                    | 2-1 (1-1) | RKC Waalwijk        | Opstelling Willem II | Opstelling RKC Waalwijk |  |
| Stadion: Koning Willem II Stadion, Tilburg Toeschouwers: 13.000 Scheidsrechter: Serge Gumienny | '26 Stefan Nijland 1-0 '80 Sergio Zijler 2-1 |           | 1-1 Fred Benson '32 | Aerts, Bruma, Schenkel, Biemans, Van der Struijk (Livramento/70), Kargbo , Van der Heijden, Boutahar (Sheotahul/73), Zijler, Demouge , Nijland (Grégoire/87) | Levita, Colin, Gudde (Luirink/24), Van Mosselveld , Dustley Mulder, Hans Mulder, Agustien, Metaj , Benson (De Ceulaer/64), Benschop, Boerrigter (Idabdelhay/71) |  |
| Stadion: Koning Willem II Stadion, Tilburg Toeschouwers: 13.000 Scheidsrechter: Serge Gumienny |                                              |           |                     | Aerts, Bruma, Schenkel, Biemans, Van der Struijk (Livramento/70), Kargbo , Van der Heijden, Boutahar (Sheotahul/73), Zijler, Demouge , Nijland (Grégoire/87) | Levita, Colin, Gudde (Luirink/24), Van Mosselveld , Dustley Mulder, Hans Mulder, Agustien, Metaj , Benson (De Ceulaer/64), Benschop, Boerrigter (Idabdelhay/71) |  |
| Stadion: Koning Willem II Stadion, Tilburg Toeschouwers: 13.000 Scheidsrechter: Serge Gumienny |                                              |           |                     | Aerts, Bruma, Schenkel, Biemans, Van der Struijk (Livramento/70), Kargbo , Van der Heijden, Boutahar (Sheotahul/73), Zijler, Demouge , Nijland (Grégoire/87) | Levita, Colin, Gudde (Luirink/24), Van Mosselveld , Dustley Mulder, Hans Mulder, Agustien, Metaj , Benson (De Ceulaer/64), Benschop, Boerrigter (Idabdelhay/71) |  |
|                                                                                                |                                              |           |                     | | |  |

#### Februari
| 5 februari 2010, 20u45                                                                      | Willem II               | 1-2 (1-1) | NAC Breda                                    | Opstelling Willem II | Opstelling NAC Breda |  |
| Stadion: Koning Willem II Stadion, Tilburg Toeschouwers: 13.750 Scheidsrechter: Bas Nijhuis | '16 Mitchell Donald 1-0 |           | 1-1 Edwin de Graaf '44 1-2 Matthew Amoah '56 | Aerts, Bruma (Janse/75), Schenkel, Biemans, Van der Struijk (Livramento/52), Donald, Van der Heijden, Boutahar (Waalkens/75), Zijler , Sheotahul, Nijland | Ten Rouwelaar, Fehér , Elshot , Kwakman , Snoyl, Gilissen, De Graaf (Cairo/88), Schilder, Leonardo (Amoah/22 ), Lurling (Van der Leegte/90+1), Gorter |  |
| Stadion: Koning Willem II Stadion, Tilburg Toeschouwers: 13.750 Scheidsrechter: Bas Nijhuis |                         |           |                                              | Aerts, Bruma (Janse/75), Schenkel, Biemans, Van der Struijk (Livramento/52), Donald, Van der Heijden, Boutahar (Waalkens/75), Zijler , Sheotahul, Nijland | Ten Rouwelaar, Fehér , Elshot , Kwakman , Snoyl, Gilissen, De Graaf (Cairo/88), Schilder, Leonardo (Amoah/22 ), Lurling (Van der Leegte/90+1), Gorter |  |
| Stadion: Koning Willem II Stadion, Tilburg Toeschouwers: 13.750 Scheidsrechter: Bas Nijhuis |                         |           |                                              | Aerts, Bruma (Janse/75), Schenkel, Biemans, Van der Struijk (Livramento/52), Donald, Van der Heijden, Boutahar (Waalkens/75), Zijler , Sheotahul, Nijland | Ten Rouwelaar, Fehér , Elshot , Kwakman , Snoyl, Gilissen, De Graaf (Cairo/88), Schilder, Leonardo (Amoah/22 ), Lurling (Van der Leegte/90+1), Gorter |  |
|                                                                                             |                         |           |                                              | | |  |

| 13 februari 2010, 19u45                                                        | ADO Den Haag                                                                | 3-0 (1-0) | Willem II | Opstelling ADO Den Haag | Opstelling Willem II |  |
| Stadion: Forepark, Den Haag Toeschouwers: 10.009 Scheidsrechter: Roelof Luinge | '15 Ricky van den Bergh 1-0 '56 Ricky van den Bergh 2-0 '69 Santy Hulst 3-0 |           |           | Zwinkels , Buijs, Derijck, Kum, Bosschaart, Van den Bergh (Knopper/70), Luijckx, Toornstra, Hulst, Milic (Oper/70), Soltani (Ammi/88) | Aerts, Bruma , Schenkel (Reniers/59), Biemans, Van Loon, Donald, Van der Heijden (Pereira/59), Boutahar, Sheotahul, Demouge , Nijland |  |
| Stadion: Forepark, Den Haag Toeschouwers: 10.009 Scheidsrechter: Roelof Luinge |                                                                             |           |           | Zwinkels , Buijs, Derijck, Kum, Bosschaart, Van den Bergh (Knopper/70), Luijckx, Toornstra, Hulst, Milic (Oper/70), Soltani (Ammi/88) | Aerts, Bruma , Schenkel (Reniers/59), Biemans, Van Loon, Donald, Van der Heijden (Pereira/59), Boutahar, Sheotahul, Demouge , Nijland |  |
| Stadion: Forepark, Den Haag Toeschouwers: 10.009 Scheidsrechter: Roelof Luinge |                                                                             |           |           | Zwinkels , Buijs, Derijck, Kum, Bosschaart, Van den Bergh (Knopper/70), Luijckx, Toornstra, Hulst, Milic (Oper/70), Soltani (Ammi/88) | Aerts, Bruma , Schenkel (Reniers/59), Biemans, Van Loon, Donald, Van der Heijden (Pereira/59), Boutahar, Sheotahul, Demouge , Nijland |  |
|                                                                                |                                                                             |           |           | | |  |

| 17 februari 2010, 20u00                                                                      | N.E.C.                                      | 2-1 (2-0) | Willem II                | Opstelling N.E.C. | Opstelling Willem II |  |
| Stadion: McDOS Goffertstadion, Nijmegen Toeschouwers: 12.250 Scheidsrechter: Dick van Egmond | '40 Ramon Zomer 1-0 '45 Björn Vleminckx 2-0 |           | 2-1 Stefan Nijland '90+3 | Babos, Wellenberg, Zomer, Pothuizen (Van Eijden/74), Nuytinck, Burgzorg, Sibum, Radomski (Davids/65), Sarpong, Fejzullahu, Vleminckx (Ntibazonkiza/84) | Aerts, Janse, Kargbo (Sheotahul/66), Biemans, Van Loon (Van Dinter/78), Donald, Van der Heijden, Boutahar (Grégoire/66), Zijler, Demouge, Nijland |  |
| Stadion: McDOS Goffertstadion, Nijmegen Toeschouwers: 12.250 Scheidsrechter: Dick van Egmond |                                             |           |                          | Babos, Wellenberg, Zomer, Pothuizen (Van Eijden/74), Nuytinck, Burgzorg, Sibum, Radomski (Davids/65), Sarpong, Fejzullahu, Vleminckx (Ntibazonkiza/84) | Aerts, Janse, Kargbo (Sheotahul/66), Biemans, Van Loon (Van Dinter/78), Donald, Van der Heijden, Boutahar (Grégoire/66), Zijler, Demouge, Nijland |  |
| Stadion: McDOS Goffertstadion, Nijmegen Toeschouwers: 12.250 Scheidsrechter: Dick van Egmond |                                             |           |                          | Babos, Wellenberg, Zomer, Pothuizen (Van Eijden/74), Nuytinck, Burgzorg, Sibum, Radomski (Davids/65), Sarpong, Fejzullahu, Vleminckx (Ntibazonkiza/84) | Aerts, Janse, Kargbo (Sheotahul/66), Biemans, Van Loon (Van Dinter/78), Donald, Van der Heijden, Boutahar (Grégoire/66), Zijler, Demouge, Nijland |  |
|                                                                                              |                                             |           |                          | | |  |

| 21 februari 2010, 14u30                                                                 | FC Twente               | 1-0 (0-0) | Willem II | Opstelling FC Twente | Opstelling Willem II |  |
| Stadion: De Grolsch Veste, Enschede Toeschouwers: 23.500 Scheidsrechter: Danny Makkelie | '54 Peter Wisgerhof 1-0 |           |           | Boschker, Stam, Wisgerhof, Rajković (Kuiper/90), Tiendalli, Brama, Tioté (Parker/76), Janssen, Ruiz, Nkufo (De Jong/51), Stoch | Aerts, Janse (Van Dinter/77), Kargbo , Biemans, Bruma, Donald, Van der Heijden (Schenkel/84), Boutahar, Zijler (Sheotahul/64), Demouge, Nijland |  |
| Stadion: De Grolsch Veste, Enschede Toeschouwers: 23.500 Scheidsrechter: Danny Makkelie |                         |           |           | Boschker, Stam, Wisgerhof, Rajković (Kuiper/90), Tiendalli, Brama, Tioté (Parker/76), Janssen, Ruiz, Nkufo (De Jong/51), Stoch | Aerts, Janse (Van Dinter/77), Kargbo , Biemans, Bruma, Donald, Van der Heijden (Schenkel/84), Boutahar, Zijler (Sheotahul/64), Demouge, Nijland |  |
| Stadion: De Grolsch Veste, Enschede Toeschouwers: 23.500 Scheidsrechter: Danny Makkelie |                         |           |           | Boschker, Stam, Wisgerhof, Rajković (Kuiper/90), Tiendalli, Brama, Tioté (Parker/76), Janssen, Ruiz, Nkufo (De Jong/51), Stoch | Aerts, Janse (Van Dinter/77), Kargbo , Biemans, Bruma, Donald, Van der Heijden (Schenkel/84), Boutahar, Zijler (Sheotahul/64), Demouge, Nijland |  |
|                                                                                         |                         |           |           | | |  |

| 27 februari 2010, 20u45                                                                       | Willem II                                              | 2-1 (1-1) | VVV-Venlo              | Opstelling Willem II | Opstelling VVV-Venlo |  |
| Stadion: Koning Willem II Stadion, Tilburg Toeschouwers: 13.100 Scheidsrechter: Björn Kuipers | '42 Jan-Arie van der Heijden 1-0 '55 Frank Demouge 2-1 |           | 0-1 Gonzalo García '13 | Aerts, Van der Struijk (Bruma/68), Biemans, Van der Heijden, Van Dinter , Donald, Boutahar, Pereira, Zijler, Demouge , Nijland | Begois, De Regt, Van Kouwen, Paauwe , Fleuren, Leemans (Van Dessel/56), García (Uchebo/46), Auassar, Schaken, Calabro , Ahahaoui (Viana/60) |  |
| Stadion: Koning Willem II Stadion, Tilburg Toeschouwers: 13.100 Scheidsrechter: Björn Kuipers |                                                        |           |                        | Aerts, Van der Struijk (Bruma/68), Biemans, Van der Heijden, Van Dinter , Donald, Boutahar, Pereira, Zijler, Demouge , Nijland | Begois, De Regt, Van Kouwen, Paauwe , Fleuren, Leemans (Van Dessel/56), García (Uchebo/46), Auassar, Schaken, Calabro , Ahahaoui (Viana/60) |  |
| Stadion: Koning Willem II Stadion, Tilburg Toeschouwers: 13.100 Scheidsrechter: Björn Kuipers |                                                        |           |                        | Aerts, Van der Struijk (Bruma/68), Biemans, Van der Heijden, Van Dinter , Donald, Boutahar, Pereira, Zijler, Demouge , Nijland | Begois, De Regt, Van Kouwen, Paauwe , Fleuren, Leemans (Van Dessel/56), García (Uchebo/46), Auassar, Schaken, Calabro , Ahahaoui (Viana/60) |  |
|                                                                                               |                                                        |           |                        | | |  |

#### Maart
| 6 maart 2010, 19u45                                                            | Heracles Almelo                                                            | 3-2 (2-1) | Willem II                                         | Opstelling Heracles Almelo                                                                                     | Opstelling Willem II |  |
| Stadion: Polman Stadion, Almelo Toeschouwers: 8.500 Scheidsrechter: Kevin Blom | '4 Darl Douglas 1-0 '43 Marko Vejinović 2-1 '50 Everton Ramos da Silva 3-1 |           | 1-1 Gerson Sheotahul '24 3-2 Gerson Sheotahul '66 | Pieckenhagen , Breukers, Maertens, Van der Linden, Looms, Quansah, Vejinović, Overtoom, Douglas, Dost, Everton | Aerts, Van der Struijk , Schenkel, Biemans, Pereira, Donald (Deul/80), Van der Heijden (Kargbo/76), Boutahar, Zijler (Grégoire/59), Sheotahul, Nijland |  |
| Stadion: Polman Stadion, Almelo Toeschouwers: 8.500 Scheidsrechter: Kevin Blom |                                                                            |           |                                                   | Pieckenhagen , Breukers, Maertens, Van der Linden, Looms, Quansah, Vejinović, Overtoom, Douglas, Dost, Everton | Aerts, Van der Struijk , Schenkel, Biemans, Pereira, Donald (Deul/80), Van der Heijden (Kargbo/76), Boutahar, Zijler (Grégoire/59), Sheotahul, Nijland |  |
| Stadion: Polman Stadion, Almelo Toeschouwers: 8.500 Scheidsrechter: Kevin Blom |                                                                            |           |                                                   | Pieckenhagen , Breukers, Maertens, Van der Linden, Looms, Quansah, Vejinović, Overtoom, Douglas, Dost, Everton | Aerts, Van der Struijk , Schenkel, Biemans, Pereira, Donald (Deul/80), Van der Heijden (Kargbo/76), Boutahar, Zijler (Grégoire/59), Sheotahul, Nijland |  |
|                                                                                |                                                                            |           |                                                   | | |  |

| 14 maart 2010, 14u30                                                                        | Willem II                                                                    | 3-1 (2-0) | Sparta Rotterdam          | Opstelling Willem II | Opstelling Sparta Rotterdam |  |
| Stadion: Koning Willem II Stadion, Tilburg Toeschouwers: 13.100 Scheidsrechter: Pieter Vink | '4 Frank Demouge 1-0 '33/e.d. Ayodele Adeleye 2-0 '57/pen Stefan Nijland 3-0 |           | 3-1 Rydell Poepon '86/pen | Aerts, Van der Struijk (Pereira/84), Schenkel, Biemans, Bruma , Donald, Boutahar (Sheotahul/23), Van der Heijden, Nijland, Demouge, Grégoire | Šeliga, Koenders, Knol , Adeleye (Van Gessel/46), Slijngard, Strootman, Falkenburg, Viergever, Duplan (Godee/62), Poepon, John |  |
| Stadion: Koning Willem II Stadion, Tilburg Toeschouwers: 13.100 Scheidsrechter: Pieter Vink |                                                                              |           |                           | Aerts, Van der Struijk (Pereira/84), Schenkel, Biemans, Bruma , Donald, Boutahar (Sheotahul/23), Van der Heijden, Nijland, Demouge, Grégoire | Šeliga, Koenders, Knol , Adeleye (Van Gessel/46), Slijngard, Strootman, Falkenburg, Viergever, Duplan (Godee/62), Poepon, John |  |
| Stadion: Koning Willem II Stadion, Tilburg Toeschouwers: 13.100 Scheidsrechter: Pieter Vink |                                                                              |           |                           | Aerts, Van der Struijk (Pereira/84), Schenkel, Biemans, Bruma , Donald, Boutahar (Sheotahul/23), Van der Heijden, Nijland, Demouge, Grégoire | Šeliga, Koenders, Knol , Adeleye (Van Gessel/46), Slijngard, Strootman, Falkenburg, Viergever, Duplan (Godee/62), Poepon, John |  |
|                                                                                             |                                                                              |           |                           | | |  |

| 20 maart 2010, 18u45                                                                        | Willem II | 0-3 (0-1) | FC Utrecht                                                   | Opstelling Willem II | Opstelling FC Utrecht |  |
| Stadion: Koning Willem II Stadion, Tilburg Toeschouwers: 13.200 Scheidsrechter: Bas Nijhuis |           |           | 0-1 Jacob Mulenga '14 0-2 Jan Wuytens '53 0-3 Alje Schut '58 | Aerts, Van der Struijk, Schenkel , Biemans, Janse, Donald , Boutahar, Van der Heijden, Nijland, Demouge, Grégoire (Zijler/59) | Vorm, Van der Maarel, Schut, Wuytens, Neşu, Silberbauer (Nijholt/76), Asare, Lensky, Mulenga (Loval/66), Van Wolfswinkel, Mertens |  |
| Stadion: Koning Willem II Stadion, Tilburg Toeschouwers: 13.200 Scheidsrechter: Bas Nijhuis |           |           |                                                              | Aerts, Van der Struijk, Schenkel , Biemans, Janse, Donald , Boutahar, Van der Heijden, Nijland, Demouge, Grégoire (Zijler/59) | Vorm, Van der Maarel, Schut, Wuytens, Neşu, Silberbauer (Nijholt/76), Asare, Lensky, Mulenga (Loval/66), Van Wolfswinkel, Mertens |  |
| Stadion: Koning Willem II Stadion, Tilburg Toeschouwers: 13.200 Scheidsrechter: Bas Nijhuis |           |           |                                                              | Aerts, Van der Struijk, Schenkel , Biemans, Janse, Donald , Boutahar, Van der Heijden, Nijland, Demouge, Grégoire (Zijler/59) | Vorm, Van der Maarel, Schut, Wuytens, Neşu, Silberbauer (Nijholt/76), Asare, Lensky, Mulenga (Loval/66), Van Wolfswinkel, Mertens |  |
|                                                                                             |           |           |                                                              | | |  |

| 27 maart 2010, 18u45                                                           | Vitesse                                    | 2-1 (1-1) | Willem II             | Opstelling Vitesse | Opstelling Willem II |  |
| Stadion: Gelredome, Arnhem Toeschouwers: 16.446 Scheidsrechter: Eric Braamhaar | '41 Serginho Greene 1-1 '78 Santi Kolk 2-1 |           | 0-1 Saïd Boutahar '28 | Velthuizen, Verhaegh, Sprockel, Van Diermen (Kaya/63), Drost , Claudemir, Greene, Hofs , Büttner (Stevanovič/83), Pluim, Nilsson (Kolk/76) | Aerts, Van der Struijk, Schenkel , Biemans, Janse , Donald, Kargbo (Pereira/46), Van der Heijden (Zijler/80), Boutahar, Demouge, Nijland |  |
| Stadion: Gelredome, Arnhem Toeschouwers: 16.446 Scheidsrechter: Eric Braamhaar |                                            |           |                       | Velthuizen, Verhaegh, Sprockel, Van Diermen (Kaya/63), Drost , Claudemir, Greene, Hofs , Büttner (Stevanovič/83), Pluim, Nilsson (Kolk/76) | Aerts, Van der Struijk, Schenkel , Biemans, Janse , Donald, Kargbo (Pereira/46), Van der Heijden (Zijler/80), Boutahar, Demouge, Nijland |  |
| Stadion: Gelredome, Arnhem Toeschouwers: 16.446 Scheidsrechter: Eric Braamhaar |                                            |           |                       | Velthuizen, Verhaegh, Sprockel, Van Diermen (Kaya/63), Drost , Claudemir, Greene, Hofs , Büttner (Stevanovič/83), Pluim, Nilsson (Kolk/76) | Aerts, Van der Struijk, Schenkel , Biemans, Janse , Donald, Kargbo (Pereira/46), Van der Heijden (Zijler/80), Boutahar, Demouge, Nijland |  |
|                                                                                |                                            |           |                       | | |  |

#### April
| 4 april 2010, 14u30                                                                           | Willem II | 0-1 (0-0) | PSV                          | Opstelling Willem II | Opstelling PSV |  |
| Stadion: Koning Willem II Stadion, Tilburg Toeschouwers: 13.500 Scheidsrechter: Roelof Luinge |           |           | 0-1 Balázs Dzsudzsák '81/pen | Aerts, Janse, Schenkel, Biemans, Van der Struijk (Swinkels/41), Donald, Boutahar, Van der Heijden , Nijland , Demouge, Zijler | Isaksson, Manolev, Rodríguez (Ooijer/72), Salcido, Pieters, Simons, Toivonen, Wuytens (Amrabat/72), Bakkal , Koevermans, Dzsudzsák |  |
| Stadion: Koning Willem II Stadion, Tilburg Toeschouwers: 13.500 Scheidsrechter: Roelof Luinge |           |           |                              | Aerts, Janse, Schenkel, Biemans, Van der Struijk (Swinkels/41), Donald, Boutahar, Van der Heijden , Nijland , Demouge, Zijler | Isaksson, Manolev, Rodríguez (Ooijer/72), Salcido, Pieters, Simons, Toivonen, Wuytens (Amrabat/72), Bakkal , Koevermans, Dzsudzsák |  |
| Stadion: Koning Willem II Stadion, Tilburg Toeschouwers: 13.500 Scheidsrechter: Roelof Luinge |           |           |                              | Aerts, Janse, Schenkel, Biemans, Van der Struijk (Swinkels/41), Donald, Boutahar, Van der Heijden , Nijland , Demouge, Zijler | Isaksson, Manolev, Rodríguez (Ooijer/72), Salcido, Pieters, Simons, Toivonen, Wuytens (Amrabat/72), Bakkal , Koevermans, Dzsudzsák |  |
|                                                                                               |           |           |                              | | |  |

| 11 april 2010, 14u30                                                                            | FC Groningen                                                                                | 4-0 (3-0) | Willem II | Opstelling FC Groningen | Opstelling Willem II |  |
| Stadion: Koning Willem II Stadion, Tilburg Toeschouwers: 21.500 Scheidsrechter: Jack van Hulten | '1 Thomas Enevoldsen 1-0 '22 Nicklas Pedersen 2-0 '38 Tim Matavž 3-0 '57 Leandro Bacuna 4-0 |           |           | Van Loo, Blind, Sankoh, Granqvist, Stenman (Tom Hiariej/46), Van de Laak, Ajilore (Sparv/61), Bacuna, Enevoldsen, Pedersen (Koç/77), Matavž | Aerts, Bruma , Biemans, Swinkels, Van der Struijk, Donald (Van der Heijden/76), Pereira, Boutahar, Zijler (Reniers/81), Demouge, Nijland |  |
| Stadion: Koning Willem II Stadion, Tilburg Toeschouwers: 21.500 Scheidsrechter: Jack van Hulten |                                                                                             |           |           | Van Loo, Blind, Sankoh, Granqvist, Stenman (Tom Hiariej/46), Van de Laak, Ajilore (Sparv/61), Bacuna, Enevoldsen, Pedersen (Koç/77), Matavž | Aerts, Bruma , Biemans, Swinkels, Van der Struijk, Donald (Van der Heijden/76), Pereira, Boutahar, Zijler (Reniers/81), Demouge, Nijland |  |
| Stadion: Koning Willem II Stadion, Tilburg Toeschouwers: 21.500 Scheidsrechter: Jack van Hulten |                                                                                             |           |           | Van Loo, Blind, Sankoh, Granqvist, Stenman (Tom Hiariej/46), Van de Laak, Ajilore (Sparv/61), Bacuna, Enevoldsen, Pedersen (Koç/77), Matavž | Aerts, Bruma , Biemans, Swinkels, Van der Struijk, Donald (Van der Heijden/76), Pereira, Boutahar, Zijler (Reniers/81), Demouge, Nijland |  |
|                                                                                                 |                                                                                             |           |           | | |  |

| 14 april 2010, 19u00                                                                           | Willem II | 0-2 (0-1) | AFC Ajax                                      | Opstelling Willem II | Opstelling AFC Ajax |  |
| Stadion: Koning Willem II Stadion, Tilburg Toeschouwers: 14.500 Scheidsrechter: Pol van Boekel |           |           | 0-1 Luis Suárez '4/pen 0-2 Marko Pantelić '59 | Aerts, Bruma , Schenkel , Swinkels, Van der Struijk, Donald (Akgün/61), Boutahar, Van der Heijden (Pereira/88), Nijland (Reniers/85), Demouge, Zijler | Stekelenburg, Van der Wiel, Alderweireld, Vertonghen, Anita, De Zeeuw (Gabri/78), Enoh , De Jong, Rommedahl (Eriksen/71), Pantelić (Bakırcıoğlu/85), Suarez |  |
| Stadion: Koning Willem II Stadion, Tilburg Toeschouwers: 14.500 Scheidsrechter: Pol van Boekel |           |           |                                               | Aerts, Bruma , Schenkel , Swinkels, Van der Struijk, Donald (Akgün/61), Boutahar, Van der Heijden (Pereira/88), Nijland (Reniers/85), Demouge, Zijler | Stekelenburg, Van der Wiel, Alderweireld, Vertonghen, Anita, De Zeeuw (Gabri/78), Enoh , De Jong, Rommedahl (Eriksen/71), Pantelić (Bakırcıoğlu/85), Suarez |  |
| Stadion: Koning Willem II Stadion, Tilburg Toeschouwers: 14.500 Scheidsrechter: Pol van Boekel |           |           |                                               | Aerts, Bruma , Schenkel , Swinkels, Van der Struijk, Donald (Akgün/61), Boutahar, Van der Heijden (Pereira/88), Nijland (Reniers/85), Demouge, Zijler | Stekelenburg, Van der Wiel, Alderweireld, Vertonghen, Anita, De Zeeuw (Gabri/78), Enoh , De Jong, Rommedahl (Eriksen/71), Pantelić (Bakırcıoğlu/85), Suarez |  |
|                                                                                                |           |           |                                               | | |  |

| 18 april 2010, 14u30                                                                        | Willem II | 0-3 (0-1) | AZ                                                                    | Opstelling Willem II                                                                        | Opstelling AZ |  |
| Stadion: Koning Willem II Stadion, Tilburg Toeschouwers: 13.100 Scheidsrechter: Bas Nijhuis |           |           | 0-1 Héctor Moreno '12 0-2 Brett Holman '71 0-3 Mounir El Hamdaoui '77 | Aerts, Janse, Schenkel, Biemans, Swinkels, Donald, Akgün, Pereira, Nijland, Demouge, Zijler | Didulica, Mendes da Silva (Swerts/70), Jaliens, Moreno, Poulsen, Schaars (Elm/70), Wernbloom, Martens (Holman/56), Lens, El Hamdaoui, Dembélé |  |
| Stadion: Koning Willem II Stadion, Tilburg Toeschouwers: 13.100 Scheidsrechter: Bas Nijhuis |           |           |                                                                       | Aerts, Janse, Schenkel, Biemans, Swinkels, Donald, Akgün, Pereira, Nijland, Demouge, Zijler | Didulica, Mendes da Silva (Swerts/70), Jaliens, Moreno, Poulsen, Schaars (Elm/70), Wernbloom, Martens (Holman/56), Lens, El Hamdaoui, Dembélé |  |
| Stadion: Koning Willem II Stadion, Tilburg Toeschouwers: 13.100 Scheidsrechter: Bas Nijhuis |           |           |                                                                       | Aerts, Janse, Schenkel, Biemans, Swinkels, Donald, Akgün, Pereira, Nijland, Demouge, Zijler | Didulica, Mendes da Silva (Swerts/70), Jaliens, Moreno, Poulsen, Schaars (Elm/70), Wernbloom, Martens (Holman/56), Lens, El Hamdaoui, Dembélé |  |
|                                                                                             |           |           |                                                                       |                                                                                             | |  |

#### Mei
| 2 mei 2010, 14u30                                                                              | Roda JC                                                              | 3-2 (1-0) | Willem II                                           | Opstelling Roda JC | Opstelling Willem II |  |
| Stadion: Parkstad Limburg Stadion, Kerkrade Toeschouwers: 16.185 Scheidsrechter: Björn Kuipers | '34 Boldizsár Bodor 1-0 '51/pen Mads Junker 2-0 '88 Davy De Fauw 3-2 |           | 2-1 Marlon Pereira Freire '69 2-2 Saïd Boutahar '74 | Tytoń, Saeijs, De Fauw, Kruiswijk, De Jong, Delorge (Meulens/84), Vormer (Svärd/90), Bodor , Janssen, Skoubo (Sutchuin-Djoum/67), Junker | Aerts, Bruma (Kargbo/75), Biemans, Swinkels, Van der Struijk, Akgün , Pereira, Boutahar, Van der Heijden, Demouge (Donald/83), Nijland (Zijler/60) |  |
| Stadion: Parkstad Limburg Stadion, Kerkrade Toeschouwers: 16.185 Scheidsrechter: Björn Kuipers |                                                                      |           |                                                     | Tytoń, Saeijs, De Fauw, Kruiswijk, De Jong, Delorge (Meulens/84), Vormer (Svärd/90), Bodor , Janssen, Skoubo (Sutchuin-Djoum/67), Junker | Aerts, Bruma (Kargbo/75), Biemans, Swinkels, Van der Struijk, Akgün , Pereira, Boutahar, Van der Heijden, Demouge (Donald/83), Nijland (Zijler/60) |  |
| Stadion: Parkstad Limburg Stadion, Kerkrade Toeschouwers: 16.185 Scheidsrechter: Björn Kuipers |                                                                      |           |                                                     | Tytoń, Saeijs, De Fauw, Kruiswijk, De Jong, Delorge (Meulens/84), Vormer (Svärd/90), Bodor , Janssen, Skoubo (Sutchuin-Djoum/67), Junker | Aerts, Bruma (Kargbo/75), Biemans, Swinkels, Van der Struijk, Akgün , Pereira, Boutahar, Van der Heijden, Demouge (Donald/83), Nijland (Zijler/60) |  |
|                                                                                                |                                                                      |           |                                                     | | |  |

#### Play-offs promotie/degradatie
| 6 mei 2010, 20u00                                                                       | FC Eindhoven           | 1-2 (1-0) | Willem II                                     | Opstelling FC Eindhoven | Opstelling Willem II |  |
| Stadion: Jan Louwers Stadion, Eindhoven Toeschouwers: 5.329 Scheidsrechter: Pieter Vink | '2 Leon Kantelberg 1-0 |           | 1-1 Stefan Nijland '70 1-2 Arjan Swinkels '80 | Ruud Swinkels, Asubonteng, De Bock, Van der Rijt, Amieux, Van Brakel , Rossen, Achenteh (Van Son/86), Vlug (Van den Eede/69), N'Koyi, Kantelberg | Aerts, Bruma, Biemans, Arjan Swinkels , Van der Struijk, Akgün (Donald/82), Boutahar, Van der Heijden, Zijler (Kargbo/46 ), Demouge (Sheotahul/69), Nijland |  |
| Stadion: Jan Louwers Stadion, Eindhoven Toeschouwers: 5.329 Scheidsrechter: Pieter Vink |                        |           |                                               | Ruud Swinkels, Asubonteng, De Bock, Van der Rijt, Amieux, Van Brakel , Rossen, Achenteh (Van Son/86), Vlug (Van den Eede/69), N'Koyi, Kantelberg | Aerts, Bruma, Biemans, Arjan Swinkels , Van der Struijk, Akgün (Donald/82), Boutahar, Van der Heijden, Zijler (Kargbo/46 ), Demouge (Sheotahul/69), Nijland |  |
| Stadion: Jan Louwers Stadion, Eindhoven Toeschouwers: 5.329 Scheidsrechter: Pieter Vink |                        |           |                                               | Ruud Swinkels, Asubonteng, De Bock, Van der Rijt, Amieux, Van Brakel , Rossen, Achenteh (Van Son/86), Vlug (Van den Eede/69), N'Koyi, Kantelberg | Aerts, Bruma, Biemans, Arjan Swinkels , Van der Struijk, Akgün (Donald/82), Boutahar, Van der Heijden, Zijler (Kargbo/46 ), Demouge (Sheotahul/69), Nijland |  |
|                                                                                         |                        |           |                                               | | |  |

| 9 mei 2010, 14u30 | Willem II                | 1-1 (1-0) | FC Eindhoven              | Opstelling Willem II | Opstelling FC Eindhoven |  |
| Stadion: Koning Willem II Stadion, Tilburg Toeschouwers: 12.000 Scheidsrechter: Ed Janssen Achenteh (FCE) mist strafschop '65 | '37 Gerson Sheotahul 1-0 |           | 1-1 Ruud van der Rijt '73 | Aerts, Bruma , Biemans, Arjan Swinkels , Van der Struijk, Kargbo (Donald/46), Akgün (Pereira/79), Van der Heijden, Boutahar, Sheotahul (Vansimpsen/69), Nijland | Ruud Swinkels , Tahapary (Hendriks/83), Van der Rijt, De Bock, Amieux , Van Brakel (Asubonteng/69), Rossen, Achenteh, Vlug, Nelemans (N'Koyi/55), Kantelberg |  |
| Stadion: Koning Willem II Stadion, Tilburg Toeschouwers: 12.000 Scheidsrechter: Ed Janssen Achenteh (FCE) mist strafschop '65 |                          |           |                           | Aerts, Bruma , Biemans, Arjan Swinkels , Van der Struijk, Kargbo (Donald/46), Akgün (Pereira/79), Van der Heijden, Boutahar, Sheotahul (Vansimpsen/69), Nijland | Ruud Swinkels , Tahapary (Hendriks/83), Van der Rijt, De Bock, Amieux , Van Brakel (Asubonteng/69), Rossen, Achenteh, Vlug, Nelemans (N'Koyi/55), Kantelberg |  |
| Stadion: Koning Willem II Stadion, Tilburg Toeschouwers: 12.000 Scheidsrechter: Ed Janssen Achenteh (FCE) mist strafschop '65 |                          |           |                           | Aerts, Bruma , Biemans, Arjan Swinkels , Van der Struijk, Kargbo (Donald/46), Akgün (Pereira/79), Van der Heijden, Boutahar, Sheotahul (Vansimpsen/69), Nijland | Ruud Swinkels , Tahapary (Hendriks/83), Van der Rijt, De Bock, Amieux , Van Brakel (Asubonteng/69), Rossen, Achenteh, Vlug, Nelemans (N'Koyi/55), Kantelberg |  |
| |                          |           |                           | | |  |

| 13 mei 2010, 14u30                                                                         | Go Ahead Eagles               | 1-0 (0-0) | Willem II | Opstelling Go Ahead Eagles                                                                                         | Opstelling Willem II |  |
| Stadion: De Adelaarshorst, Deventer Toeschouwers: 6.517 Scheidsrechter: Raymond van Meenen | '90+3 Koen van der Biezen 1-0 |           |           | Pasveer, Droste, Bus, Jansen, Vosselman, Kieftenbeld, Suk, Hollart, Reimerink, De Groot (Van der Biezen/76), Çolak | Aerts, Bruma (Van Dinter/20), Biemans, Van der Struijk, Pereira, Akgün, Donald, Van der Heijden, Boutahar, Sheotahul, Nijland (Zijler/76) |  |
| Stadion: De Adelaarshorst, Deventer Toeschouwers: 6.517 Scheidsrechter: Raymond van Meenen |                               |           |           | Pasveer, Droste, Bus, Jansen, Vosselman, Kieftenbeld, Suk, Hollart, Reimerink, De Groot (Van der Biezen/76), Çolak | Aerts, Bruma (Van Dinter/20), Biemans, Van der Struijk, Pereira, Akgün, Donald, Van der Heijden, Boutahar, Sheotahul, Nijland (Zijler/76) |  |
| Stadion: De Adelaarshorst, Deventer Toeschouwers: 6.517 Scheidsrechter: Raymond van Meenen |                               |           |           | Pasveer, Droste, Bus, Jansen, Vosselman, Kieftenbeld, Suk, Hollart, Reimerink, De Groot (Van der Biezen/76), Çolak | Aerts, Bruma (Van Dinter/20), Biemans, Van der Struijk, Pereira, Akgün, Donald, Van der Heijden, Boutahar, Sheotahul, Nijland (Zijler/76) |  |
|                                                                                            |                               |           |           | | |  |

| 16 mei 2010, 14u30                                                                          | Willem II                                                        | 3-0 n.v. (1-0, 1-0) | Go Ahead Eagles | Opstelling Willem II | Opstelling Go Ahead Eagles |  |
| Stadion: Koning Willem II Stadion, Tilburg Toeschouwers: 13.000 Scheidsrechter: Bas Nijhuis | '27 Frank Demouge 1-0 '99 Mehmet Akgün 2-0 '115 Mehmet Akgün 3-0 |                     |                 | Aerts, Van der Struijk, Biemans (Van Dinter/87), Van der Heijden, Swinkels, Donald, Pereira, Boutahar (Akgün/66 ), Zijler, Demouge , Nijland (Kargbo/107) | Pasveer, Droste , Jansen, Bus, Vosselman, Kieftenbeld, Arkivuo, Hollart (Zuidam/46), Reimerink, De Groot (Van der Biezen/86), Çolak (Gerritsen/65) |  |
| Stadion: Koning Willem II Stadion, Tilburg Toeschouwers: 13.000 Scheidsrechter: Bas Nijhuis |                                                                  |                     |                 | Aerts, Van der Struijk, Biemans (Van Dinter/87), Van der Heijden, Swinkels, Donald, Pereira, Boutahar (Akgün/66 ), Zijler, Demouge , Nijland (Kargbo/107) | Pasveer, Droste , Jansen, Bus, Vosselman, Kieftenbeld, Arkivuo, Hollart (Zuidam/46), Reimerink, De Groot (Van der Biezen/86), Çolak (Gerritsen/65) |  |
| Stadion: Koning Willem II Stadion, Tilburg Toeschouwers: 13.000 Scheidsrechter: Bas Nijhuis |                                                                  |                     |                 | Aerts, Van der Struijk, Biemans (Van Dinter/87), Van der Heijden, Swinkels, Donald, Pereira, Boutahar (Akgün/66 ), Zijler, Demouge , Nijland (Kargbo/107) | Pasveer, Droste , Jansen, Bus, Vosselman, Kieftenbeld, Arkivuo, Hollart (Zuidam/46), Reimerink, De Groot (Van der Biezen/86), Çolak (Gerritsen/65) |  |
|                                                                                             |                                                                  |                     |                 | | |  |

### KNVB beker
| 23 september 2009, 20u00 (2e ronde)                                                                                | Willem II                                             | 2-3 (1-0) | NAC Breda                                                                                   | Opstelling Willem II | Opstelling NAC Breda |  |
| Stadion: Koning Willem II Stadion, Tilburg Toeschouwers: 8.900 Scheidsrechter: Ruud Bossen NAC Breda naar 3e ronde | '18 Frank Demouge 1-0 '67/pen Christophe Grégoire 2-0 |           | 2-1 Leonardo Vitor Santiago '72 2-2 Leonardo Vitor Santiago '79 2-3 Matthew Amoah '90+3/pen | Aerts, Janse, Biemans, Schenkel (Veloso/61), Swinkels, Kargbo (Livramento/86), Van der Heijden , Grégoire , Zijler, Demouge (Mourad /83), Sheotahul | Ten Rouwelaar, Loran (Fehér /64), Penders , Zwaanswijk , Schilder , Gilissen , De Graaf (Kwakman/58), Gorter (Leonardo/58), Kolkka, Amoah, Lurling |  |
| Stadion: Koning Willem II Stadion, Tilburg Toeschouwers: 8.900 Scheidsrechter: Ruud Bossen NAC Breda naar 3e ronde |                                                       |           |                                                                                             | Aerts, Janse, Biemans, Schenkel (Veloso/61), Swinkels, Kargbo (Livramento/86), Van der Heijden , Grégoire , Zijler, Demouge (Mourad /83), Sheotahul | Ten Rouwelaar, Loran (Fehér /64), Penders , Zwaanswijk , Schilder , Gilissen , De Graaf (Kwakman/58), Gorter (Leonardo/58), Kolkka, Amoah, Lurling |  |
| Stadion: Koning Willem II Stadion, Tilburg Toeschouwers: 8.900 Scheidsrechter: Ruud Bossen NAC Breda naar 3e ronde |                                                       |           |                                                                                             | Aerts, Janse, Biemans, Schenkel (Veloso/61), Swinkels, Kargbo (Livramento/86), Van der Heijden , Grégoire , Zijler, Demouge (Mourad /83), Sheotahul | Ten Rouwelaar, Loran (Fehér /64), Penders , Zwaanswijk , Schilder , Gilissen , De Graaf (Kwakman/58), Gorter (Leonardo/58), Kolkka, Amoah, Lurling |  |
| |                                                       |           |                                                                                             | | |  |